# اللغة السريانية
اللغة السُريانية (بالسريانية الشرقية: ܠܸܫܵܢܵܐ ܣܘܼܪܝܵܝܵܐ، لِشانا سُريايا؛ بالسريانية الغربية: ܠܶܫܳܢܳܐ ܣܽܘܪܝܳܝܳܐ، لِشونو سُريويو)، لغة سامية مشتقة من اللغة الآرامية ويعتبرها بعض الباحثين تطورًا طبيعيًا لها موحدين بين اللغتين، نشأت اللغة الآرامية، وهي أصل اللغة السريانية، في الألف الأول قبل الميلاد لتكون العائلة الثالثة ضمن عائلة اللغات السامية، وأصبحت من القرن السادس قبل الميلاد لغة التخاطب الوحيدة في الهلال الخصيب إلى ما بعد الميلاد، حيث تحورت تدريجيًا واكتسبت اسمها الجديد «اللغة السريانية» في القرن الرابع تزامنًا مع انتشار المسيحية في بلاد الشام.
تعتبر السريانية اللغة الأم لطوائف الآشوريون/السريان/الكلدان المنتشرة بالعراق وسوريا خاصة، حيث أضحت من أهم العوامل التي تجمعهم. وبالرغم من هذا فالسريانية لم تقتصر عليهم فقد استخدمها العديد من رجال الدين المسيحيين في كتاباتهم كالعرب (إسحاق النينوي وإيليا الحيري) والفرس (أفراهاط الملقب بالحكيم الفارسي) والأرمن (ميسروب ماشدوتس وإسحاق الأرمني) والترك (يشوعداد المروزي)، كما أصبحت اللغة الطقسية لبعض القبائل المنغولية المتنصرة قديما ومسيحيو كيرالا بجنوب غرب الهند. ويشير الباحثون إلى اتصال دائم بين اللغة السريانية واللغة العربية بنتيجة الهجرة والتبادل التجاري والثقافي بين بلاد الشام وشبه الجزيرة العربية، غير أن التمازج الأعمق بين اللغتين لم يتم إلا في أعقاب قيام الدولة الأموية، فخلال المرحلة الأولى ظلت السريانية لغة الدواوين وهيئات الدولة حتى عهد عبد الملك بن مروان، وإثر تعريب الدواوين ظلت السريانية لغة التخاطب الوحيدة بنسب متفاوتة في القرى والمدن السورية عمومًا حتى العهد المملوكي في القرن الثاني عشر حينما سيطرت اللغة العربية كلغة تخاطب بين أغلبية السكان، وظلت كذلك بين الموارنة في جبل لبنان حتى القرن السادس عشر. كانت العربية قد حلت مكان السريانية كلغة كتابة في مدن العراق الوسطى منذ القرن الثالث عشر.(1) في الوقت الراهن لا يوجد في لبنان أي جماعة تستخدم السريانية كلغة تخاطب يومية، بيد أن هناك عدة محاولات لإحيائها، أما في سوريا فهناك من لا يزال يستخدمها كلغة تخاطب في معلولا وقرى مجاورة لها شمال دمشق رغم أن بعض سكان هذه القرى مسلمون، وتستخدم أيضًا في المناطق ذات الكثافة السريانية في القامشلي والحسكة وغيرها من مناطق الجزيرة الفراتية. أما في العراق، فلا تزال السريانية لغة التخاطب في المناطق والقرى ذات الغالبية السريانية/الكلدانية في الموصل ودهوك، وكذلك تعتبر لغة النطق في طور عبدين الذي يقع حاليًا جنوب شرق تركيا. وفي بعض بلدان المهجر التي هاجر إليها سريان خلال القرن العشرين مثل السويد يستخدم أتباع الكنيسة السريانية الأرثوذكسية اللغة السريانية في تخاطبهم اليومي. وعلى الرغم من عدم استعمالها اليوم كلغة تخاطب بين أغلبية السكان، فإن تأثيرها في اللغة العربية خصوصًا المحكية في بلاد الشام يبدو قويًا وواضحًا، كذلك الحال بالنسبة لأسماء الشهور والأماكن والبقاع.
اللغة السريانية تكتسب أهمية دينية خاصة في المسيحية، أولاً لأن يسوع المسيح قد تكلّم بالآرامية، التي تعتبر بمثابة اللغة الأم للسريانية، وثانيًا لأن العديد من كتابات آباء الكنيسة والتراث المسيحي قد حفظ بالسريانية، إلى جانب اللغة اليونانية، وفي الكنائس التي تتبع الطقس السرياني لا تزال تستخدم اللغة السريانية بشكل يومي في القداس الإلهي وعدد من العبادات الأخرى كلغة ليتورجية. وعمومًا فإن هذه الكنائس تفرض، بإلزامية متفاوتة، على أبنائها خصوصًا الإكليروس دراسة اللغة السريانية وتعلمها. كذلك تبدو اللغة السريانية هامة للمنقبين والمؤرخين في الاطلاع على الوثائق والمخطوطات القديمة التي غالبًا ما كتبت بالسريانية أو الآرامية. في الإسلام يشير بعض الفقهاء أن السريانية هي لغة أهل القبور أمثال حافظ السيوطي وعلم الدين البلقيني الذي فسّر سبب ذلك بكون السريانية لغة الأرواح والملائكة. البعض الآخر منهم أمثال العثيمين نفى الرواية، في حين يشير ابن حاتم وابن شيبه أن السريانية هي لغة يوم القيامة على أن يتكلم داخلو الجنة لاحقًا العربية، غير أن بعض الفقهاء كابن حنبل رؤوا أن السريانية كانت لغة النبي آدم والنبي نوح.
اعتبرت اللغة السريانية ردحًا طويلاً من الزمن لغة العلوم والفنون والآداب، خصوصًا في مدينة الرها (أورفة حاليًا في تركيا) والتي نشأت بها بنوع خاص، أولى المدارس السريانية. وعمومًا فإن اللغة السريانية تقسم عمومًا إلى لهجتين وأبجديتين متقاربتين، الأولى السريانية الغربية نسبة إلى غرب نهر الفرات والثانية هي السريانية الشرقية نسبة إلى شرق نهر الفرات وبنوع خاص إلى الرها. تكتب اللغة السريانية بالأبجدية السريانية المؤلفة من اثنين وعشرين حرفًا تجمع في خمس كلمات: أبجد، هوز، حطي، كلمن، سعفص، قرشت. وتحوي حركات إعرابية تختلف بين السريانية الغربية والسريانية الشرقية أشهرها خمس تفيد في المد والقصر وحروف العلة. وكسائر اللغات السامية، فإن اللغة السريانية تكتب من اليمين إلى اليسار ومن أعلى الصفحة إلى أسفلها.

## أصل التسمية

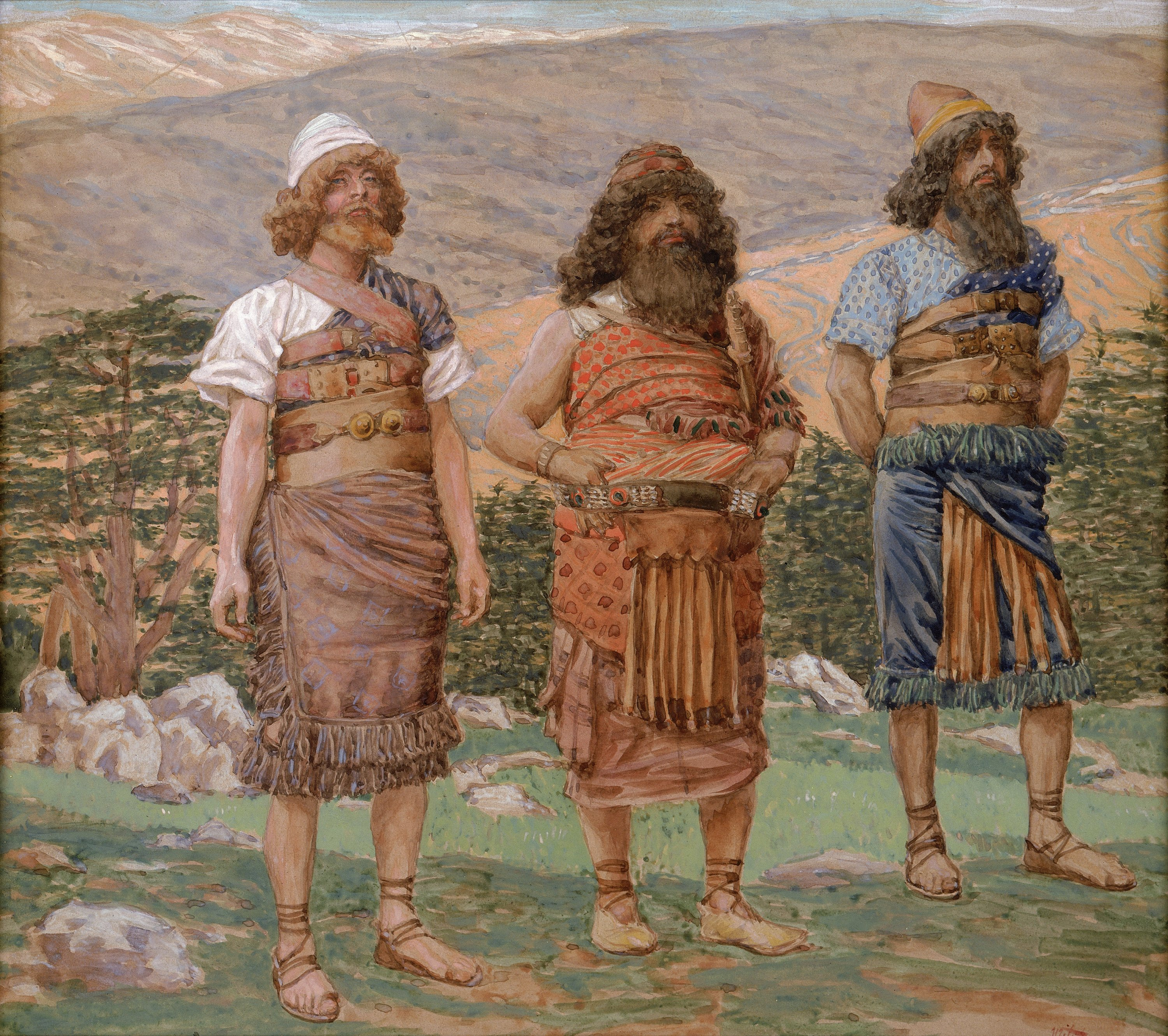
أبناء نوح: سام (اليسار)، حام (وسط) ويافث (يمين): اشتقت بلاد الشام اسمها من سام في حين اشتقت الآرامية اسمها من ابنه آرام. بريشة جيمس تيسوت، 1904.

يتفق أغلب الأكاديميين أن لفظتي سرياني (ܣܘܪܝܐ وهي نفسها سوري) أطلقها الإغريق القدماء على الآشوريين حيث أسقطوا الألف في آشور (Ασσυρία، أسّوريا) لتصبح سوريا (Συρία، سوريا) واستعمل هيرودتوس لفظة سوريا أو «سيريا» في كتاباته للإشارة إلى الأجزاء الغربية من الإمبراطورية الآشورية ثم امتدت التسمية لاحقا لتشمل جميع مناطق أعالي بلاد ما بين النهرين. كان عالم الساميات الألماني ثيودور نولدكه أول من أشار إلى رجوع السريان إلى الآشوريين سنة 1881 حيث استشهد كذلك بأعمال جون سلدون سنة 1617 تم إثبات هذه النظرية بشكل قاطع بعد اكتشاف نقوش جينكوي الثنائية اللغة بجنوب تركيا والتي تظهر فيها ترجمة لفظة «آشور» بالفينيقية إلى «سوريا» باللوية.
وبالعودة إلى النظرة التقليدية حسب العهد القديم الذي أخذ به عدد من الباحثين في بدايات عصر التنوير لإثبات أصل مصطلح اللغة الآرامية، فإن هذا يعود لآرام بن سام بن نوح الذي إثر الطوفان استقر وإخوته أولاد سام عمومًا في بلاد الشام ومنه أخذت اسمها.(3) أما مصطلح «سريانية» فاختلف الأولون في تحديد أصله، البعض من المؤرخين افترضوا أنه مصطلح يوناني نعت به الإغريق سكان سوريا عمومًا ومنه اشتقت اللغة اسمها تحديدًا عندما فتح الإسكندر المقدوني حوض البحر الأبيض المتوسط، في القرن الرابع قبل الميلاد. حسب هذه النظرية، فإن «سريان» و«سيريا» تعني «بلاد الشمس» أو «البلاد التي تعبد فيها الشمس». يقيم هؤلاء دليلاً على صحة رأيهم بأن لفظة «سريانية» لا ترد أبدًا في العهد القديم، وإنّ ما يشار عوضًا عنها هو آراميون ولغة آرامية، ما يدل أن اللفظ لم يكن معروفًا عند تدوين العهد القديم وترجمته إلى اليونانية، ولو كان لقبًا أطلقه السريان على أنفسهم لكان حريًا بأن يذكر في العهد القديم. هذا الدليل لم يعد يعتبر دليلاً ساطعًا بعد الأخذ بأن السريانية وإن اكتسبت اسمها قبل الميلاد غير أنها لم تشتهر به إلا في القرن الأول الميلادي، أي إنها لم تشتهر بهذا الاسم خلال فترة تدوين العهد القديم ولا الترجمة السبعونية في القرن الثاني قبل الميلاد. عدد آخر من الباحثين القدماء الذين انتقدوا كون الإغريق من أطلق تسمية السريان على سكان سوريا ولغتهم، ومنهم المطران إقليمس يوسف داود مؤلف كتاب: ”اللمعة الشهية في نحو اللغة السريانية“ عام 1896، استبعدوا أن يسمي قوم على جانب كبير من القوّة، كما كان السريان حينها، اسم لغتهم أو بلادهم باسم «أعجمي غريب». يقول المطران داود ومعه عدد آخر من الباحثين القدامى والمعاصرين: «حينما تسمى الآراميون ولغتهم، سريانًا، في لغة ووثائق الآخرين كاليونان والأكراد فإن هذا يعود لأنهم سمعوا الاسم من الآراميين السريان أنفسهم، إثر مخالطتهم إياهم بنتيجة العلاقات التجارية القوية بين سوريا واليونان في ذلك الوقت.»

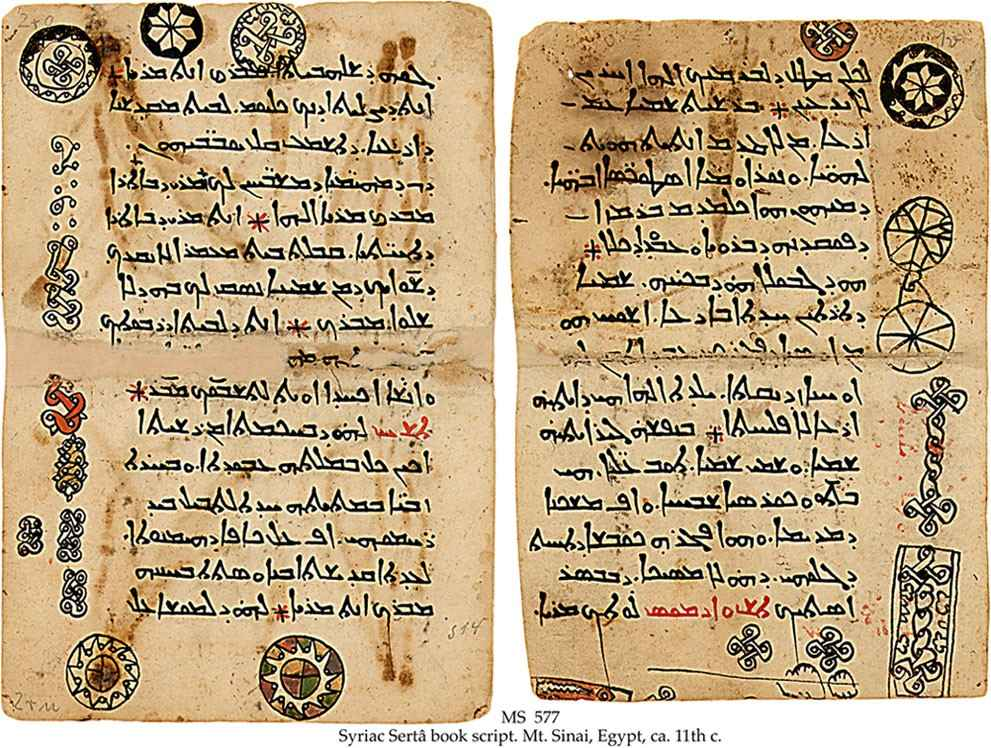
مخطوطتان مكتوبتان بالأبجدية السريانية الغربية، اكتشفت في دير القديسة كاترينا في سيناء وترقى للقرن الحادي عشر، وتبدأ بعبارة: ”“، والتي تعني في العربية:. وربما كانت إشارة للشهداء المسيحيين.

في مقدمة قاموس ”زهريرا“ (عربي-سرياني) للقسين شليمون خوشابا وعمانوئيل بيتو يوخنا، يذكر أن تسمية ”السريان“ و ”السريانية“ هي تحريف فارسي يوناني للاسم ”آثور“ أو ”آشور“ مستندين في ذلك على ظاهرة تبادل الأصوات (ش - س) أو (ت - ث) بين اللهجتين الشرقية والغربية فتكون التسميتان السريانية والآشورية كمترادفات تعني أحدهما الأخرى. ويعتبران بذلك سريان اليوم ورثة شعوب المنطقة القديمة وورثة اللغة الآرامية، مستندين على كتابات سريانية قديمة لدعم رأيهم كقصيدة للشاعر نرساي (437- 507) يتحدث فيها عن بلبلة الألسنة أثناء بناء برج بابل فيذكر أسماء شعوب مختلفة قريبة وبعيدة مغفلاً ذكر الآشوريين والكلدان والبابليين والآراميين والفينيقيين مكتفياً بذكر السريان (ܐܣܘܪܝܝܐ)، كذلك في تاريخ البطريرك السرياني ميخائيل الكبير (1126 - 1199) يعدد هذا الأخير الأمم والشعوب المعروفة آنذاك «ويقول وبنو سام الآثوريون، الكلدان، اللوديون، الآراميون، وهم السريان».
بكل الأحوال فإن الباحثين من كلا الرأيين اتفقا أنّ اسم «سريان» و«لغة سريانية» حلّ مكان «آرام» و«لغة آرامية» بعد الميلاد وليس قبله، وتحديدًا عقب اعتناقهم المسيحية: «وهكذا عندما تنصّروا اتخذوا الاسم السرياني، لسبب أنهم اختلفوا في العادات والعبادات عن الوثنيين، بل صاروا لاحقًا يشمأزون من اسم "آرام" و"آرامي"، حتى أهمل كلية لدى الآراميين المسيحيين ليحل مكانه اسم "السريان"، أما لفظة "آرام" فقد استخدمت في الأدبيات اللاحقة للإشارة إلى الوثنية التي بقيت في سوريا والعراق وخصوصًا الصابئة الذين قطنوا في حران.»
أقدم وثائق سريانية يذكر بها مصطلح «اللغة السريانية» بدلاً من «اللغة الآرامية» تعود للعام 132 في الرها، حيث تأسست مملكة الرها التي حكمتها عائلة الأباجرة والتي ينسب التقليد الكنسي أنهم راسلوا يسوع المسيح. تعتبر مملكة الرها أول مملكة مسيحية في العالم، وقد اعتبرت اللغة السريانية لغتها الرسمية، ولا يزال الباحثون حتى اليوم يعتبرون أن الرها هي مهد اللغة. هناك عدد من النقوش التي تعود للفترة المبكرة ذاتها والتي تشير إلى انتشار اللغة والأبجدية السريانية بدلاً من الآرامية القديمة، بيد أن اللغة السريانية لن تصبح لغة العموم وبالتالي تطوِر قواعد النحو والصرف واستنباط المفردات قبل القرن الرابع والقرن الخامس، فسريانية القرون الثلاث الأولى أشبه بالآرامية التقليدية منها إلى السريانية الحديثة، ما يؤيد نظرة بعض الباحثين باعتبار اللغة السريانية تطورًا طبيعيًا للغة الآرامية، في حين ينحو البعض الآخر لاعتبارها أحد لهجاتها.

## تصنيفها واللغات القريبة

تصنيف اللغات الآرامية وفيها تظهر اللهجات التابعة للغة السريانية على خلفية خضراء. لاحظ أن الآرامية الغربية الحديثة تعتبر أحيانا لهجة سريانية بالرغم من عدم وجود قرابة لغوية واضحة بينهما.

تنتسب اللغة السريانية إلى عائلة اللغات السامية التي بدورها تتفرع من مجموعة اللغات الإفريقية الآسيوية. يقدر علماء اللسانيات أنّ تاريخ ظهور هذه العائلة يعود للألف السابع قبل الميلاد تزامنًا مع ظهور العائلة الهند أوروبية. تضم مجموعة اللغة السامية جميع اللغات التي استعملت في الهلال الخصيب أي الأكادية والكنعانية والأوغاريتية والعبرية والعربية والعربية الجنوبية، وبعض لغات القرن الأفريقي كالأمهرية.
تعتبر السريانية، مثلها مثل العربية، لغة الكتابة وليست لغة المعاملات اليومية بين متحدثيها، حيث تطورت منذ القرن الثاني عشر إلى لهجتين شرقية وغربية تفرعت بعدها إلى لهجات أخرى صنفها اللغويون على أنها لهجات آرامية حديثة ومنها انقسمت أربع مجموعات اثنتان منها: المجموعة الوسطى والمجموعة الشمالية الشرقية تطورت مباشرة من السريانية. ومن الملاحظ أنه بالرغم من كون اللهجات اليهودية الآرامية أقرب إلى اللهجات الآرامية الشمالية الغربية (السريانية الشرقية) من اللهجات الآرامية الوسطى (السريانية الغربية) إلا أنها لا تصنف كلهجات سريانية ولا تستعمل بها الأبجدية السريانية بالكتابة. ولهذا فإن العديد من الباحثين يعتبرون السريانية إرثا تاريخيا ودينيا تركته مدينة الرها، منشأ اللغة، وأصبحت لهجتها الآرامية بفعل اعتناق السريان/الآشوريين الساكنين في تلك المنطقة للمسيحية عاملا يميزهم عن غيرهم من الشعوب المتحدثة بالآرامية آنذاك.
حسب ابن حزم الأندلسي، فإن العربية المعروفة والعبرية والسريانية هم من أصل واحد، والفروق بينهم ناجمة عن التطور الطبيعي للمجتمعات بحسب مناطق انتشارها.اليهود أيضًا أمثال موسى بن ميمون ناسبين إياها إلى مصدر واحد وهو إبراهيم.(4) ضمن التصنيفات الوسيطة والفرعية تصنف اللغة السريانية ضمن عائلة اللغات السامية الشمالية الغربية التي امتدت من شبه جزيرة سيناء حتى حدود إيران وظهرت بها، تحديدًا في أوغاريت وجبيل أول ألفباء معروفة في التاريخ.
ومن غير المعروف اليوم، علاقة اللغة السريانية، باللغة السامية الأم غير أنه من المعروف أن اللغة السريانية قد تطورت كثيرًا عن تلك اللغة، بكل الأحوال فإنه باعتبار اللغة السريانية لغة منفصلة، تكون اللغة الآرامية هي أقرب اللغات إليها. علمًا أن اللغة الآرامية القديمة لم تعد موجودة، وكل ما هو ما باق منها اللهجات المختلفة المنحدرة منها سواءً اللغة السريانية بلهجتيها الشرقية والغربية أم الآرامية المنتشرة في معلولا.
| 1 | لغات سامية  |     |         |     |                 |
|   | ┤──────     | ─── | ─────── | ─── | ┌               |
| 2 | سامية شرقية |     |         | 3   | سامية غربية     |
|   |             |     | ┐────── | ─── | ├               |
|   |             | 4   | وسطى    | 5   | شمالية غربية    |
|   |             |     |         |     | ⎟               |
|   |             |     |         | 6   | اللغة الآرامية  |
|   |             |     |         |     | ⎟               |
|   |             |     |         | 7   | اللغة السريانية |

## تاريخها ومراحل تطورها

### التاريخ القديم

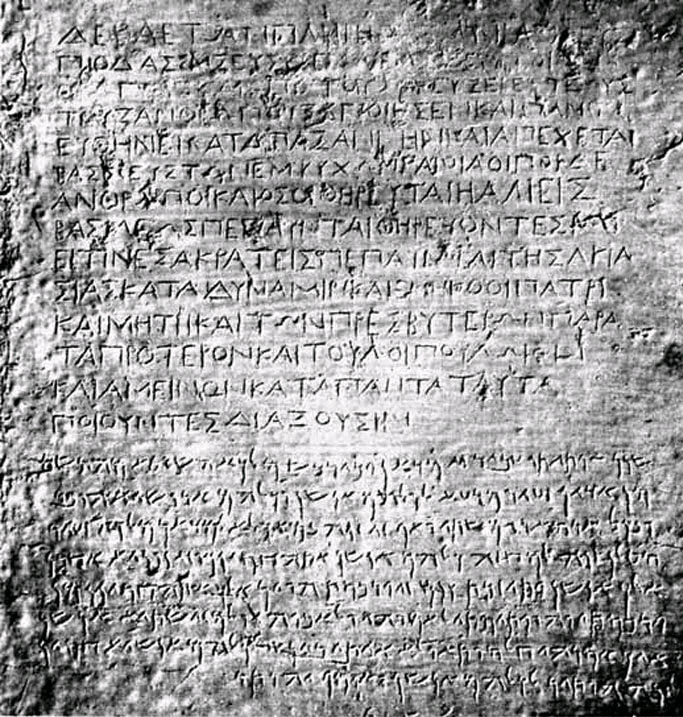
رقيم يعود للقرن الثالث قبل الميلاد، مكتوب بالآرامية واليونانية وقد اكتشف في الهند ويعود لعهد الملك أشوكا.

من غير المعروف على وجه الدقة تاريخ نشوء اللغة الآرامية يحدد بعض الباحثين الألف السادس قبل الميلاد موعدًا لنشوء اللغة، من العراق، وفق هذه الصيغة فإن جميع الشعوب المتعاقبة على العراق كانت آرامية ومتحدثة باللغة الآرامية وإن كان بلهجات عديدة وأبجديات عديدة، وأشهر هذه الأقوام: البابليون والآشوريون والفينيقيون والكنعانيون. يعتمد بشكل أساسي على الرابط القومي والحضاري لإثبات صحة هذه النظرية؛ التي تفترض أيضًا أبجديات عديدة ليست الكتابة الآرامية العتيقة التي نشأت في الألف الأول قبل الميلاد سوى أحدثها في حين تشكل اللغة الآكادية أقدمها. قبل نشوء الأبجدية المعروفة باسم الأبجدية الآرامية، تفترض النظرية أن الآراميون باختلاف أقوامهم استعملوا أبجديات مختلفة مشتقة من الأبجدية السامية الأم أو الكتابة المسمارية والتي اشتقت عنها الأوغاريتية في الألف الثاني قبل الميلاد. هناك بعض الشهادات القديمة التي تدعم هذا الرأي،(6) غير أنّ هذه النظرية تتعرض لانتقادات من قبل سائر العلماء، فعلى الرغم من إقرار الجميع بالأواصر القومية والثقافية بين الشعوب والإمبراطوريات المتعاقبة في الهلال الخصيب، غير أن هذا لا يبرر أبدًا أن جميعهم قد استخدم الآرامية أو إحدى لهجاتها في تعاملاتهم. فالنظرية الأوفر انتشارًا تحدد الفترة الممتدة بين القرن الرابع عشر قبل الميلاد إلى القرن العاشر قبل الميلاد موعدًا لنشوء اللغة الآرامية متطورة عن اللغات السامية التي كانت منتشرة قبلها في الهلال الخصيب، تعتمد هذه النظرية على كون الأبجدية التي دعيت صراحة باسم الأبجدية الآرامية قد ظهرت خلال الألف الأول قبل الميلاد، وأخذت تنتشر انتشارًا كبيرًا في الهلال الخصيب بحكم الإمبراطوريات المتعاقبة والتي سيطرت على المنطقة بأسرها مستعملة هذه اللغة، وهكذا فإنه بسقوط الإمبراطورية الآشورية في القرن السادس قبل الميلاد كانت اللغة الآرامية قد غدت اللغة السائدة في الهلال الخصيب، ولا يمكن عزو سبب انتشار اللغة الآرامية في الهلال الخصيب لأسباب سياسية وعسكرية فقط، بل أيضًا بحكم القوافل التجارية البرية والبحرية التي سيرها الآراميون، والتي وصلت حتى الهند وتونس. إن هذه النظرية أيضًا، تجعل من الأقوام التي سبقت الألف الأول قبل الميلاد غير آرامية ومتكلمين بلغات خاصة بهم، رغم اعترافها بالرابط القومي والحضاري لهذه الأقوام التي تعاقبت في الهلال الخصيب عمومًا.

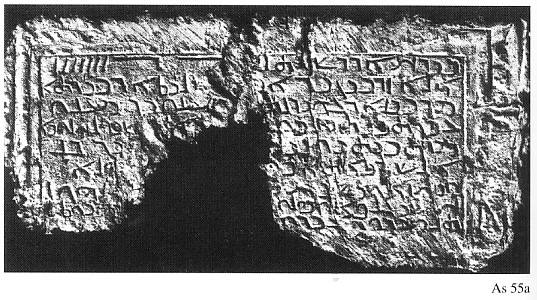
أقدم نقش سرياني يعود لسنة 6 ميلادية وقد اكتشف الرقيم في بيرثا بتركيا.

لكن كلا الفريقين، يشير إلى أهمية اللغة الآرامية، في نشوء اللغة العبرية، خصوصًا في أعقاب سبي اليهود إلى العراق، بل إن أجزاءً من التناخ أو العهد القديم قد كتبت بهذه اللغة خصوصًا سفري عزرا ودانيال، كما أنها اللغة الغالبة في التلمود. أما فيما يخص اللغة العربية فإن الباحثين يتفقون حول استمرارية الاتصال بين اللغتين بحكم العلاقات التجارية بين الهلال الخصيب وشبه الجزيرة العربية بيد أنهم يختلفون في تحديد الأقدم، المطران إقليمس داوود يجعل من اللغة العربية أقدم من اللغة الآرامية، غير أن عدد آخر من الباحثين يجعلون اللغة العربية لاحقة لهذه اللغة، وما يدعم هذا الرأي الاكتشافات الحديثة والتي تثبت أن الخط المعروف باسم خط المسند قد ظهر في القرن السادس قبل الميلاد ومن المعروف أن الخط المسند هو أقدم أشكال الأبجديات العربية، وإن اختلف كثيرًا عن الأبجدية العربية اليوم، في حين نشأت الأبجدية الآرامية قبل الخط المسند بحوالي الأربع قرون. هناك من يشير أنّ عرب شبه الجزيرة قد استعملوا الأبجدية النبطية وهي منحدرة من الآرامية بشكل مباشر.

### اشتقاق السريانية

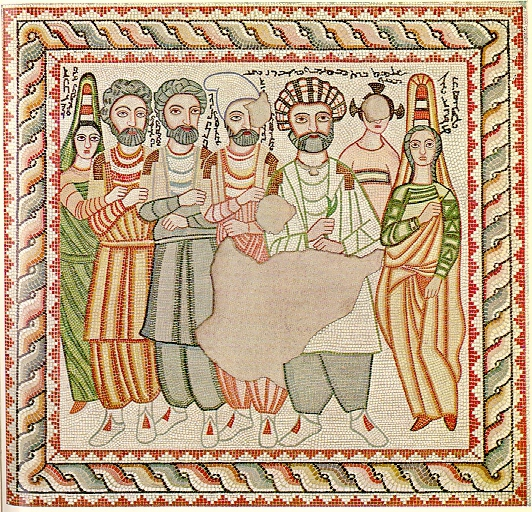
فسيفساء مكتشفة في الرها تظهر عائلة رهاويّة، وترقى القرن الثالث أي أواخر اللغة السريانية القديمة، قبل ارتدائها الحلة المعروفة بها حتى اليوم. وقد كتب بها مسميات قرب كل شخصية.

خلال القرن الرابع قبل الميلاد كانت الآرامية قد باتت اللغة الرسمية الوحيدة، في المنطقة الممتدة من أرمينيا وتركيا شمالاً إلى الأردن وسيناء جنوبًا ومن البحر الأبيض المتوسط حتى بعض مناطق إيران الغربية اليوم، وقد تعاقبت عدة حضارات هامة من المؤكد أنها استعملت اللغة الآرامية وقامت بتطويرها، أمثال تدمر والأنباط والمندائيون بل واليهود أيضًا. فقد تميزت الآرامية بالتطور الدائم وفي القرنين التاليين بات من الممكن التمييز بين لهجتين آراميتين كبيرتين هما الشرقية وقد انتشرت في العراق والغربية وقد انتشرت في بلاد الشام، فكان ذلك التميز الخطوة الأولى نحو ظهور اللغة السريانية. ساهم احتلال الإسكندر المقدوني لسوريا في تطور اللغة وانفتاحها على اللغة اليونانية، لكنه فشل في إحلالها مكان الآرامية. عقب سقوط إمبراطورية الإسكندر المقدوني تقسمت سوريا إلى عدد من الدويلات والممالك الصغيرة كان أحدها مملكة الرها والتي غدت بحكم ازدهار التجارة فيها مركزًا ثقافيًا ودينيًا هامًا. اللغة السريانية نشأت وتطورت في مملكة الرها، وانطلاقًا من اللهجة الشرقية التي كانت سائدة في العراق إذ إن اللهجة الغربية أي لهجتي تدمر والأنباط وسواهما قد انقرضا بسقوط ممالكهم، ومنذ القرن الثالث، وسميت إثر ذلك لهجة الرها باللهجة الغربية.
| كانت اللغة السريانية، لغة قوم استوطنوا بلاد ما بين النهرين وسوريا الداخلية، وارتقوا معارج الحضارة والمدنية في الأجيال السحيقة في القدم، فنمت لغتهم وازدهرت وصارت مرنة سلسة غنية بالألفاظ والتعابير، وظلّت أجيالاً عديدة اللغة الرسمية للدولة التي حكمت بلاد الشرق الأدنى، وامتدّ سلطان هذه اللغة إلى مصر وآسيا الصغرى وشمال بلاد العرب والهند والصين، ودالت تلك الدول وزالت ولكن اللغة السريانية بقيت خالدة بتراثها الأدبي الثمين رغم الصعوبات التي جابهتها، وعنت الدهر وتقلبات العصور. |
| —مار إغناطيوس زكا الأول عيواص، بطريرك أنطاكية للسريان الأرثوذكس. |

أقدم الوثائق المتوافرة اليوم والتي تشير بشكل واضح إلى مصطلح سريانية يعود لعام 132، أغلب الوثائق القديمة تتعلق بالمسيحية لكن هناك عدة وثائق تتعلق بالديانات الوثنية التي كانت سائدة في الرها، فعلى الرغم من أن تسمية «سريانية» لم تنتشر إلا اقترانًا بالدين المسيحي، إلا أنها تعود لفترة ما قبل أنتشار الدين في غالبية سوريا وبالتالي يمكن تصنيفها في الحقبة الوثنية. هناك من يفسر سبب شح الوثائق السريانية المتعلقة بالوثنية حتى اليوم، بأن السريان عند اعتناقهم المسيحية قد أتلفوا جميع المؤلفات التي تمجد الأوثان أو تتغنى بها، وعكف أدباؤهم على إنشاء تراث مسيحي جديد للغة. ويوجد اليوم العديد من الوثائق التي تعود للفترة الممتدة بين القرن الثاني والقرن الخامس، والتي استخدمت السريانية، أمثال بضعة ترانيم مسيحية ومؤلفات لاهوتية أحدها يحدد في القرن الثالث وهو رسالة موجهة من الفيلسوف اللاهوتي بولس السمساطي إلى ابنه. يمكن القول في ضوء ذلك، أن اللغة السريانية، اشتقت من الآرامية، خلال القرن الأول أو القرن الثاني الميلاديين، وأنها رغم اعتمادها في مملكة الرها غير أنّ أصولها تعود إلى العراق، ولم تتطور هذه اللغة وتنتشر، إلا في القرن الرابع، حيث ظهرت العديد من المدارس والمؤلفات الشعرية لصقلها وصقل مفرداتها ونحت تعابير جديدة، فكانت بالتالي السريانية التجديد الملائم للغة الآرامية، ويعتبرها عدد كبير من الباحثين، لكثرة المؤلفات الكنسية التي وضعت بها، اللغة الثالثة في المسيحية بعد اليونانية واللاتينية. غير أنه خلال تلك الفترة، وفي بعض مناطق الساحل الشامي، كأنطاكية واللاذقية وبيروت وفي المدن الهامة أيضًا كدمشق والقدس أخذت اللغة اليونانية تحل مكان اللغة السريانية، بحكم وقوع تلك المناطق تحت سيطرة الإمبراطورية البيزنطية، والتي حاولت فرض ثقافتها ولغتها على الهلال الخصيب، غير أن هذا المحاولات كانت في الغالب محدودة، ولم تشمل المناطق الواسعة في الداخل.

### تطور اللغة وعصرها الذهبي: مدرستا الرها ونصيبين
تعتبر الفترة بين القرن الرابع والقرن السادس الفترة الذهبية للغة السريانية، إذ تميزت تلك الحقبة بوفرة الإنتاج الأدبي والعلمي وبروز عدد كبير من الأعلام خصوصًا في مجالي الأدب والشعر والفلك. أحد رواد تطور اللغة هو القديس أفرام السرياني المتوفى عام 373، الذي أسس مدرسة نصيبين لتعليم اللغة، وألف ستة مجلدات كاملة باللغة السريانية تحوي على أشعار من تأليفه، كما قام بتأليف مقطوعات موسيقية وجوقة خاصة لأدائها، مطورًا بذلك الموسيقى المشرقية، فلقب ”تاج الأمة السريانية“. ولا تزال مؤلفاته ترنم حتى اليوم في مختلف الكنائس التي تتبع الطقس السرياني، هناك العديد ممن يشير إلى أن مؤلفات أفرام السرياني وقبله الشاعر برديصان هما خير دليل على النضوج الأدبي الذي تميزت به السريانية في القرن الرابع. لم تكن مدرسة الرها التي أسسها القديس أفرام السرياني سوى فاتحة تأسيس عدد كبير من المدارس السريانية في القرن الرابع والخامس، وقد بلغ عددها في العراق وحده حوالي خمسين مدرسة، وقد اشتهر من المدارس التي علمت السريانية وصقلتها بنوع خاص، مدارس الرها ونصيبين وجنديسابور وقنسرين. المدارس السريانية والتي درست بشكل أساسي اللاهوت والفلسفة اهتمت أيضًا بعلوم الطب والفلك والرياضيات والطبيعيات والتاريخ والآداب وغيرها. عدد من الباحثين يشيرون بنوع خاص إلى تطور الفيزياء في اللغة السريانية. وخلال تلك الفترة أيضًا شارك السريان بقوة في المجامع المسكونية المتتالية والمماحكات اللاهوتية المصاحبة لها، واشتهرت مدرسة أنطاكية اللاهوتية، والتي اتصفت ومدرسة الإسكندرية اللاهوتية بكونها أشهر المدارس اللاهوتية في العهود القديمة. شهدت تلك الفترة العديد من المؤلفات الدينية السريانية التي طبعت التاريخ المسيحي حتى اليوم، منها إنجيلا البشيطتا الذي يعود إلى القرن الثاني والدياسطرون الذي حاول خلاله تاتيانوس السوري الجمع بين الأناجيل الأربعة في إنجيل واحد، ليكون أول ترجمة سريانية للعهد الجديد، وقد ترجم إلى أربع لغات، غير أن هذه الصيغة من الأناجيل لم ترق للكنيسة الرسمية، لذلك سعى آباء الكنيسة السريان إلى وضع ترجمة أخرى وفق صيغة الأناجيل الأربعة المتعارف عليها اليوم، فظهرت الترجمة المعروفة باسم «بشيطتا ܦܫܝܛܬܐ» والتي تعني في العربية «البسيطة»، ذلك بسبب استخدام مصطلحات شائعة بدلاً من نحو اللغة المعقد. هناك العديد من الترجمات الأخرى التي تمت للكتاب المقدس باللغة السريانية، غير أنها لم تصل إلى مرتبة الترجمة البسيطة من حيث الانتشار في بلاد الشام والعراق، بعضها مباشرة من اللغة العبرية خصوصًا أسفار العهد القديم والبعض الآخر من اللغة اليونانية، يشير الباحثون أن بعض حاخامات اليهود قاموا بإجراء ترجمات للعهد القديم بالسريانية. هناك العديد من المؤلفات الأخرى باللغة السريانية في مجالات مختلفة، لم يصل سوى القليل منها بسبب الحروب والكوارث الطبيعية التي حاقت بالمنطقة عبر التاريخ.

انتشار السريانية في عصرها الذهبي، والمكتشفات الحديثة لآثار مسيحية سريانية في مختلف أصقاع آسيا.

إن السريانية أيضًا، خلال عصرها الذهبي، وبنتيجة انطلاق السريان نحو الشرق مبشرين بالمسيحية وبنتيجة العلاقات التجارية الهامة مع الصين ومنغوليا فقد انتشرت اللغة السريانية في مناطق مختلفة من آسيا وتأسس عدد كبير من الأبرشيات السريانية في التيبيت وبكين ومنشوريا، سوى ذلك فهناك عدد من المكتشفات السريانية في اليابان، ما يدل على نشاط واسع للسريان في نقل ديانتهم وثقافتهم اتجاه الشعوب الأخرى، يعود لتلاميذ القديس يعقوب الرهاوي، بنوع خاص أمور التبشير في تلك الأصقاع. وقد ظلت اللغة السريانية والمسيحية السريانية منتشرة في الشرق الأقصى حتى إثر اندثار العلاقة بين الهلال الخصيب وبينها، ولم تدمر إلا خلال القرون الوسطى خلال حملات جنكيز خان وتيمورلنك وبشكل غير مباشر لحملات التبشير اللاتينية التي قادها يسوعيون تجاه تلك المناطق بدءًا من القرن السادس عشر. يشمل الانتشار السرياني في آسيا، إيران أيضًا، إذ قد أسست كنيسة المشرق الآشورية ستة أسقفيات فيها، وبشكل عام فإن عدد أسقفيات كنيسة المشرق الآشورية بلغت أربعين أسقفية ضمنها أبرشيات آسيا المختلفة. لا تزال مجموعات صغيرة، من السريان والناطقين بالسريانية في كوريا الجنوبية واليابان حتى اليوم.
في الهند كان الوضع مختلفًا، إذ ينسب التقليد الكنسي أن القديس توما أحد التلاميذ الاثني عشر قام بتأسيس كنيسة كيرالا في الهند ورسم أساقفة فيها ضمن أوساط يهودية اعتنقت المسيحية. خلال القرن الثاني زاد أخذ النشاط السرياني بالازدياد، وساهم في توسعه انتقال عائلات سريانية للاستقرار في الهند. ظلت السريانية في الهند منتشرة حتى يومنا هذا ويبلغ عدد الناطقين بها كلغة طقوس، أكثر من ستة ملايين نسمة، منقسمين إلى خمسة طوائف، غير أن أكثرهما انتشارًا التابعين للكنيسة السريانية الأرثوذكسية ويقيم بطريركها في دمشق، وللكنيسة الكاثوليكية ويقيم بطريركها في كيرالا. عدد من الباحثين يشيرون إلى انتشار السريانية أيضًا بشكل محدود في شبه جزيرة سيناء وفي شبه الجزيرة العربية خصوصًا في البحرين.

### الدولة الأموية والدولة العباسية: عصر التراجم

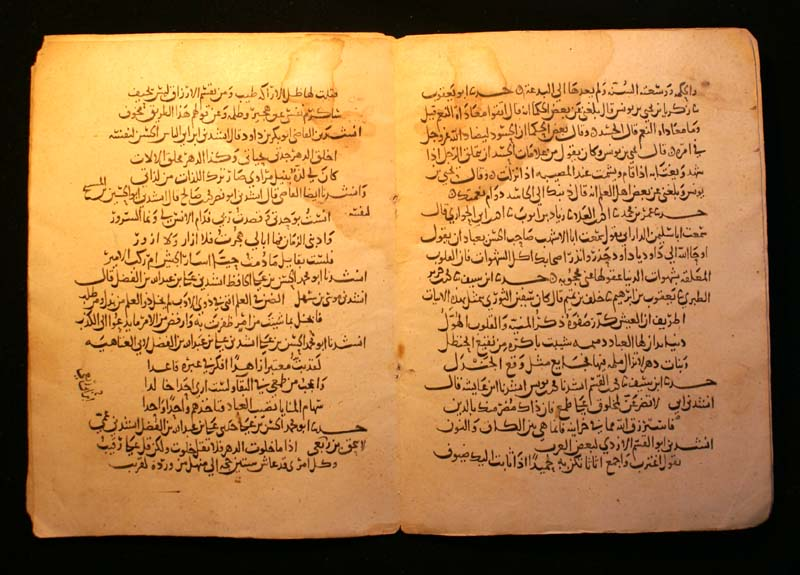
إحدى مخطوطات بيت الحكمة المترجمة إلى العربية.

على الرغم من الازدهار الذي حققته اللغة السريانية خلال الفترة الممتدة بين القرن الرابع إلى القرن السابع غير أنها في الوقت نفسه، عانت من الحروب المتواصلة بين الإمبراطورية البيزنطية والإمبراطورية الفارسية، إضافة إلى تردي الوضع الاقتصادي بنتيجة الحكم البيزنطي الإقطاعي وإرهاق السكان بالضرائب، يضاف إلى ذلك كله، الاضطهادات التي قادتها الإمبراطورية والكنيسة البيزنطية ضد السريان إثر مجمعي أفسس وخلقيدونية.

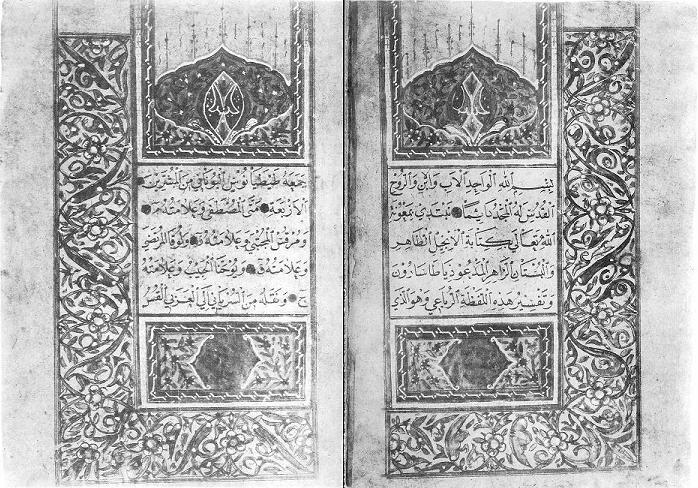
صورة للصفحتين الأولتين من ”المخطوط الفاتيكاني عدد 250“، وهو ترجمة عربية من السريانية لإنجيل الدياسطرون، ويرقى للعصر العباسي.

في عام 431 قام مجمع أفسس بإدانة نسطور بطريرك القسطنطينية، لقوله بالشخصان المتحدان في المسيح، غير أن أتباعه ومشاييعه ظلوا يشكلون قاعدة شعبية واسعة في مناطق الجزيرة السورية والعراق؛ وفي عام 451 قام مجمع خلقدونية بإدانة صيغة «طبيعتي المسيح بعد اتحادهما باتا طبيعة» ما أفضى بنتيجة اعتناق عدد كبير من السريان لهذه الصيغة، إلى انقسام الكرسي الإنطاكي على نفسه مرة ثالثة عام 518 إثر نفي البطريرك اللاخلقيدوني ساويرس الكبير. الانقسامات والمماحكات اللاهوتية(6) أثرت بشكل سلبي على اللغة السريانية نفسها فظهرت، أوائل القرن السادس، اللهجة والأبجدية الشرقية المنسوبة لشرق نهر الفرات والتي عرفت أيضًا باللهجة النسطورية لانتشارها واعتمادها في كنيسة المشرق الآشورية. حاول عدد من الأباطرة القضاء على الصيغة اللاخليقدونية وشنوا اضطهادات عنيفة على أتباعها، وقام عدد آخر منهم بمحاولة القضاء على الصيغة الخليقدونية(7) وشنوا اضطهادات على أتباعها، وفشل عدد آخر من الأباطرة في التوحيد بين الصيغتين في صيغة واحدة، أبرزهم هرقل الذي اقترح صيغة «المونوثيلية» أي «الطبيعتين المتحدتين في مشيئة» عام 628، وإثر رفض اللاخلقدونيين لهذه الصيغة،(8) أثار الإمبراطور حملة اضطهادات جديدة ضدهم.
تزامنًا مع هذا الوضع، ظهر الإسلام في شبه الجزيرة العربية، واتجهت جيوشه إلى بلاد الشام، فسانده المسيحيون العرب (المسيحيون العرب عمومًا اتبعوا الطقس السرياني واليوناني) والسريان، كما حصل في معركة اليرموك ومعركة القادسية، أو فتحوا أبواب المدن بذاتها مهللين للفاتحين، لتبدأ إثر ذلك مرحلة جديدة من التفاعل بين الحضارتين العربية والسريانية، ومن ثم بين اللغتين. ففي ظل الدولة الأموية استمرت اللغة السريانية لغة الدواوين والوزارات حتى عهد عبد الملك بن مروان، ولن تنتهي عملية التعريب حتى القرون الوسطى ما يدل على تفاعل حضاري بين اللغتين وليس على إحلال لغة وثقافة مكان أخرى، وسيطر السريان على كثير من قطاعات الدولة الحيوية كبناء الأسطول وجباية الضرائب، ونالوا امتيازات عديدة أخرى. استمر الوضع على حاله، طيلة عهد الدولة الأموية باستثناء فترة قصيرة من الاضطهادات قادها عمر بن عبد العزيز، غير أنه ومع زوال الأمويين وقيام الدولة العباسية بدأت مرحلة أخرى ممثلة بمرحلة الترجمات، إذ كان العرب يجهلون اللغة اليونانية التي دونت بها أغلب المؤلفات العلمية القديمة أمثال أرسطو وأفلاطون وغيرهما، ومع اهتمام الخلفاء خصوصًا هارون الرشيد وابنه المأمون بالعلوم، عهد بعملية الترجمة إلى السريان فكانت الترجمات تتم على مرحلتين، من اليونانية إلى السريانية ومن السريانية إلى العربية. كذلك فقد نقل العرب، الأدب السرياني بكامله إلى لغتهم وقد «اعترف المؤلّفون العرب القدماء، كابن أبي أصيبعة، والقفطي، وابن النديم والبيهقي، وابن جلجل وغيرهم، بقصّة غزو العرب للأدب السريانيّ والمؤلّفات التي ترجمت عن السريانيّة إلى العربيّة في أرجاء الدولة العباسيّة والأندلس»:
| اللغة السريانية | ازدهرت الترجمة على أيدي السريان في الفترة الواقعة بن عاميّ 750-900. فقد عكفوا على ترجمة أمّهات الكتب السريانيّة واليونانيّة والفارسيّة إلى العربيّة، وكان على رأس أولئك المترجمين في بيت الحكمة ”حنين بن اسحق“ الطبيب النسطوريّ، فقد ترجم إلى اللغة السريانيّة مائة رسالة من رسائل جالينوس، وإلى العربيّة تسعاً وثلاثين رسالة أخرى، وترجم أيضاً كتب المقولات الطبيعيّة والأخلاق الكبرى لأرسطو، وكتاب الجمهوريّة، وكتاب القوانين والسياسة لأفلاطون، فكان المأمون يعطيه ذهباً زنة ما ينقله من الكتب. وقام ابنه اسحق في أعمال الترجمة أيضاً فنقل إلى العربيّة من كتب أرسطو الميتافيزيقيا والنفس وفي توالد الحيوانات وفسادها، كما نقل إليها شروح الإسكندر الأفروديسي وهو كتاب كان له أثر كبير في الفلسفة الإسلاميّة. وكان قسطا بن لوقا يشرف على الترجمة من اللغات اليونانيّة والسريانيّة إلى العربيّة. وقد أقام المأمون يوحنا بن البطريق الترجمان أميناً على ترجمة الكتب الفلسفيّة من اليونانيّة والسريانيّة إلى العربيّة، وتولّى كتب أرسطو وأبقراط. ولم يكن الخلفاء وحدهم يهتمّون بالترجمة والنقل إلى العربيّة بل نافسهم الوزراء والأمراء والأغنياء، وأخذوا ينفقون الأموال الطائلة عليها، فيقول ابن الطقطقي: إن البرامكة شجعوا تعريب صحف الأعاجم حتى قيل أن البرامكة كانت تعطي المعرّب زنة الكتاب المعرّب ذهباً. وبالغ الفتح بن خاقان في إنفاق الأموال على الترجمة والتأليف. وكان عبد الملك بن الزيات لا يقل عنه سخاء في هذا المجال. | اللغة السريانية |

بسبب هذا النشاط، ينحو عدد من الباحثين لاعتبار اللغة السريانية وما رافقها من حركات ترجمات، عنصر أساسي من عناصر خلق ”الحضارة العربية“، عمومًا فإنه خلال عصرهم الذهبي أكرم العباسيون بحفاوة السريان، وقد نقل المؤرخون العرب الأقدمون أن الخليفة المنصور بنى بطريركية كنيسة المشرق الآشورية لدى بنائه بغداد وأشرف على تشييد مدرستين سريانيتين في المدينة، كانوا أساس حركات الترجمة قبل تأسيس بيت الحكمة، ويذكر أيضًا أن أطباء الخلفاء كانوا من السريان وأبرزهم أسرة بختيشوع، لاشتهار العلوم الطبية في مدراسة م، ويرجع لهم دور في نشوء الموسيقى العربية. بنتيجة هذا الانفتاح قام السريان بتعلم اللغة العربية ونقل المؤلفات اللاهوتية والشعرية الكنسية إليها، فأخذت تنتشر بين الرهبان وسائر الإكليروس، ما أدى إلى بداية فقدان ذاتية اللغة وانتشارها كلغة تخاطب في العراق على وجه الخصوص.

### أفـول اللغة

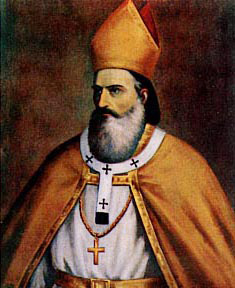
البطريرك الماروني اسطفان بطرس الدويهي (1670-1704) استخدم في مؤلفاته الغزيرة الخط الكرشوني، لأن السريان حينها، وإن أجادوا العربية غير أنهم لم يجيدوا أبجديتها بعد.

أصيبت الدولة العباسية بالضعف والقنوط بدءًا من القرن الثامن وظلت على هذه الحالة حتى سقوطها بيد المغول في القرن الثالث عشر، إحدى مظاهر ضعف الدولة تمثل باضطهاد الأقليات الدينية فيها وعلى رأسها المسيحية، ما أثر سلبًا وبشكل مباشر على اللغة السريانية. ضعف الاقتصاد والأوبئة الطبيعية والفوضى السياسية فضلاً عن انقسام الدولة إلى عدد كبير من الدول الشبه مستقلة عن المركز إضافة للحملات الصليبية أدوا إلى انهيار الوضع الاقتصادي، ما أدى إلى اختفاء اهتمام الخلفاء بالعلوم والآداب والتراجم، فكان العامل الثاني في تراجع اللغة السريانية وأفول نجمها. يسع القول أنه بحلول القرن الحادي عشر بدأ الموارنة في سوريا ولبنان باستخدام العربية بدلا من السريانية في تعاملاتهم، هناك دليل ناصع ممثلاً بكتابي «الهدى» و«الفصول العشرة» لمترجمهما ”توما أسقف كفر طاب الماروني“ قرب معرة النعمان، فالكتابان وضعا بالسريانية في القرن العاشر ثم نقلهما الأسقف إلى اللغة العربية، على شكل رسالة موجهة إلى أهل جبيل بناءً على طلب مطرانها، مبررًا ذلك بأن السكان حديثًا باتوا يستعملون اللغة العربية في تعاملاتهم اليومية، بدلاً من السريانية. إحدى المظاهر الأخرى لانتشار العربية بدلاً من السريانية هو ظهور «الخط الكرشوني» أو «الكتابة الكرشونية»، والذي ظل سائدًا حتى القرن الثامن عشر في بعض مناطق لبنان واستعمله البطريرك الماروني اسطفان الدويهي في مؤلفاته. يتمثل الخط الكرشوني بكتابة اللغة العربية بأحرف سريانية، ذلك لأن السريان وإن أتقنوا العربية غير أنهم لم يتقنوا أبجديتها. عمومًا، يمكن القول أنه بحلول القرن الحادي عشر أصبح معظم السريان ملمين بالعربية، غير أنهم احتفظوا باللغة السريانية أيضًا خصوصًا كلغة طقوس، ونادرًا ما لم يوجد سرياني غير ملم وناطق بها. إن المجازر التي ارتكبها المغول خلال اجتياحهم العراق وسوريا في القرن الثالث عشر ساهم في دمار اللغة السريانية واندثار آدابها، ما ساهم أيضًا في تراجع حظوتها لدى السريان أنفسهم، لذلك يحدد عدد من الباحثين، تاريخ الغزوات المغولية موعدًا لانتشار العربية كثيرًا بين سريان المدن على وجه الخصوص. يمكن القول أنه على الرغم من ذلك، فقد بقيت اللغة حية بفعل عاملان خلال العهد المملوكي والعهد العثماني، يتمثل أولهما بالكنائس المسيحية السريانية التي حافظت على اللغة بين رهبانها وكهنتها، إلى جانب الإبقاء عليها كلغة طقوس، والثاني بانقطاع الصلة بين بعض مناطق الريف والمدن ما ساهم في نشوء مجتمعات قروية منغلقة على نفسها ومحافظة على لغتها وتقاليدها. حتى في المناطق التي انتشرت في العربية بشكل نهائي بين السكان، لم يقتصر التأثير على نشوء «الخط الكرشوني» كمرحلة وسيطة، وإنما طبعت العربية بألفاظ ومصطلحات سريانية لتتشكل بذلك اللهجات الشامية، خصوصًا في سوريا ولبنان.عمومًا فإن البعض، يعيد تأثير السريانية على العربية إلى مرحلة الدولة العباسية، حين دخل عدد من المصطلحات وقواعد الصرف والنحو إلى اللغة العربية الفصحى.

عناوين صحيفة الواشنطن بوست عام 1915 تذكر بها خبر المجازر بحق السريان، والتي ساهمت بشكل بليغ في تقليص عدد الناطقين باللغة.

شهدت المرحلة المبكرة من القرون الوسطى أيضًا تكريس الانفصال بين اللهجتين السريانية الغربية والسريانية الشرقية؛ إذ أنه على الرغم من أن الانقسام يعود للقرن السادس وكانت نصيبين عاصمة فرعه الشرقي بينما الرها عاصمة فرعه الغربي، غير أن القسمة باتت أعمق في أعقاب العهد المملوكي، بما فيها قواعد النحو، إذ تخلت اللهجة الغربية عن الشدة وحصلت تغييرات في طريقة نطق الحركات القصيرة والطويلة، ما أدى ليس فقط إلى ابتعاد هذه اللهجة عن اللهجة الشرقية بل أيضًا عن السريانية الكلاسيكية التي كانت سائدة في مملكة الرها قبلهما.
شكل القرن التاسع عشر مرحلة انعطاف جديدة بالنسبة للسريانية، يقول المستشرق الفرنسي الأب هنري لامنس أنه خلال زيارته إلى بشري أواخر القرن التاسع عشر، وجد أنها وثلاث قرى مجاورة لا تزال تستخدم السريانية كلغة تخاطب يومية، ويمكن القول أن مناطق الريف حيث انتشر السريان في تركيا وسوريا والعراق كانت تتخاطب بهذه اللغة أيضًا، بيد أن الطوائف المسيحية، حتى غير السريانية في بلاد الشام والتي استعملت السريانية في جزء من طقسياتها، عرّبت أجزاء كبيرة من القداس الإلهي وسائر العبادات. سوى ذلك فقد لعب أبناء الطوائف السريانية خصوصًا في لبنان دورًا رائدًا في النهضة القومية والأدبية العربية، صحيح أنه قد ظهر عدد من الباحثين الذين دعوا وقاموا بمحاولات لإحياء اللغة السريانية وإعادة نشرها، غير أن الوضع العام في سوريا ولبنان كان يميل إلى الانخراط في النهضة العربية وهذا ما حصل فعلاً، وساهمت موجات الهجرة بسبب الفقر وانهيار اقتصاد الدولة العثمانية نحو مصر التي كانت في ظل الخديوي إسماعيل المكان الأكثر انفتاحًا في الدولة العثمانية، وقارتي أمريكا الشمالية والجنوبية في انفتاح متزايد على اللغة العربية، ما عنى بشكل فعلي، التخلي الكامل عن اللغة السريانية.
غير أن النصف القرن التاسع عشر شهد تطورا ملحوظاً باللغة فانتشرت دور الطباعة بالسريانية ونشطت في ترجمة ونشر كتب ومعاجم باللغة السريانية وخاصة في مدينة أورميا بإيران. وقد جلبت هذه الحركة أسلوباً في الكتابة يعرف بالكثوبونويو (ܟܬܒܢܝܐ، بمعنى المكتوبة) اتسمت بأسلوبها البسيط وقدرتها على «سرينة» الألفاظ الأجنبية. غير أن هذه النهضة لم تدم طويلاً كذلك حيث أدت المجازر الحميدية ومذابح سيفو التي ارتكبتها الدولة العثمانية بحق السريان إلى مقتل العديد من روادها مثل توما أودو وأدي شير، كما تشتت المجتمعات الناطقة بالسريانية. كما شهد النصف الثاني من القرن العشرين تسارع وتيرة الهجرة ما أثر كثيرًا على تداول اللغة السريانية.
لا تزال سريانية الكثبونويو تستعمل حتى الوقت الحاضر في الكتابات الأدبية غير الدينية وفي بعض البرامج الثقافية بالقنوات الناطقة بالسريانية. كما تستعمل السريانية التراثية (التقليدية) غالباً في النواحي الدينية والليتورجية. بينما تحوي اللهجات المحكية على عدد كبير من الألفاظ الدخيلة وخاصة من العربية والفارسية.

## الانتشار والوضع الحالي

### دول المشرق

خارطة محافظة نينوى وتظهر فيها الأقضية المكونة لسهل نينوى التي تعتبر فيها السريانية لغة رسمية.

لا تزال اللغة السريانية حيّة بكافة لهجاتها وتشكل لغة مخاطبة في عدة مناطق انتشارها التاريخي، في العراق تعتبر السريانية ثالث لغة بعد العربية والكردية، وتنتشر اللهجة الشرقية بشكل أساسي بين ناطقيها مع وجود عدد من الاستثناءات،(9) ينص دستور العراق على اعتبار اللغة السريانية لغة رسمية في المناطق التي يشكل الناطقين بها كثافة سكانية، الأمر المطبق في محافظة نينوى التي تعتبر مركز الثقل الرئيسي للغة السريانية، وتعتبر لغة رسمية في أقضية الحمدانية وبخديدا وبرطلة وكرمليس وتلكيف والشيخان، إضافة إلى إلى قضاء سميل في محافظة دهوك وقضاء شقلاوة في محافظة أربيل، بينما تنتشر في عدد آخر من قرى شمال العراق وأقضيته وإنما دون الاعتراف بها كلغة رسمية، إلى جانب انتشارها بفعل الهجرة من الريف إلى المدينة في المدن الكبرى خصوصًا بغداد والبصرة. فضلاً عن ذلك تدرس اللغة السريانية في بعض المدارس الحكومية في بغداد وسهل نينوى وكذلك في محافظات دهوك وأربيل وكركوك إلى جانب العربية والكردية والإنجليزية.
في سوريا لا تزال اللغة السريانية حية خصوصًا في المحافظات الشمالية كحلب والحسكة، وتنتشر باللهجتين الشرقية والغربية، انعكاساً للتنوع الطائفي بين السريان، بحيث تنتشر اللهجة الشرقية بين أبناء كنيسة المشرق الآشورية والكنيسة الكلدانية في حين تنتشر اللهجة الغربية بين أبناء الكنيسة السريانية الأرثوذكسية والكنيسة السريانية الكاثوليكية. يوجد أيضًا من يتحدث لهجة سريانية غريبة وأقرب إلى الآرامية التي تحدثها يسوع في منطقة معلولا شمال دمشق وثلاث قرى مجاورة ويبلغ عددهم حوالي 18,000 نسمة، وتسمى هذه اللهجة التي تستعمل الأبجدية السريانية باسم «اللهجة الآرامية السريانية». أسست الحكومة السورية معهدًا لتعليم اللغتين الآرامية والسريانية في معلولا، كذلك تعلم الطوائف المسيحية السريانية اللغة للإكليروس والمواطنين كلغة طقسية.
أما في تركيا بحدودها الحالية، فقد كانت السريانية منتشرة بكثافة فيها، خصوصًا في قسمها الجنوبي، إذ شكلت الرها ونصيبين، إلى جانب المدن التاريخية السريانية كماردين وآمد(10)، كما احتضنت المنطقة البطريركية السريانية الأرثوذكسية من القرن السادس وحتى أوائل القرن العشرين، حيث شهدت المنطقة سلسلة من المجازر قامت بها الدولة العثمانية بحق سريان تلك المناطق خلال الحرب العالمية الأولى، ما أدى في الوقت ذاته إلى نشوء حركة نزوح اتجاه سوريا والعراق، وقد أدت مجازر سيفو إلى مقتل أكثر من ربع مليون من المسيحيين التابعين للطوائف السريانية. أما في الوقت الراهن يقتصر وجود اللغة السريانية على عدد من القرى في طور عابدين، التي تتحدث بلهجة خاصة من السريانية الغربية تسمى بالطورويو نسبة إلى اسم المنطقة.
تنتشر السريانية كذلك في إيران في محافظة آذربیجان الغربیة بين أبناء كنيسة المشرق الآشورية والكنيسة الكلدانية الكاثوليكية، خصوصًا في مدينتي أرومية وسلماس، وكانت أقدم صحيفة باللغة السريانية عام 1847 قد صدرت من أرومية باسم زهريرا دباهر. وقد تقلص عدد الناطقين بالسريانية بسبب الهجرة في الوقت الحالي. كما إيران كذلك الحال في أرمينيا حيث لا تزال اللغة السريانية منطوقة في عدد من القرى قرب العاصمة يريفان، ويعود السبب الرئيس لتواجد السريان في أرمينيا إلى العلاقات القوية التاريخية بين الطرفين.
هناك دول أخرى لا تزال تحوي على عدد كبير من أتباع الطوائف السريانية، أبرزها الهند حيث على الرغم من تجاوز عدد أبناء هذه الكنائس 6 ملايين نسمة، إلا أن اللغة بحد ذاتها تقتصر على نخبة من الإكليروس، ولبنان حيث تعلم السريانية في المدارس اللاهوتية للإكليروس، وهناك عدد من المحاولات الأخرى لإحيائها بين العموم، إلى جانب كونها منطوقة من قبل المهاجرين السريان العراقيين في أعقاب عام 2003.

### المهجر

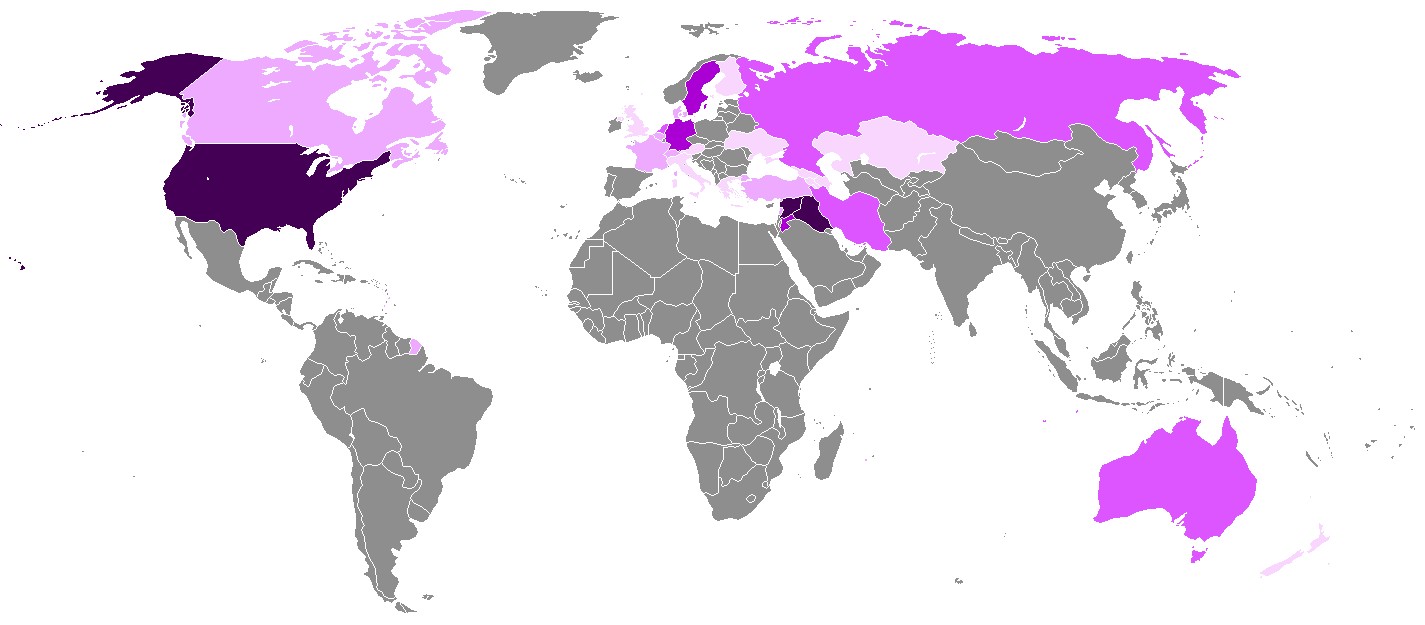
مناطق انتشار الآشوريين/السريان/الكلدان في العالم حاليا
أكثر من 500,000
100,000 - 500,000
50,000 - 100,000
10,000 - 50,000
>10,000

شهدت نهاية القرن التاسع عشر حركة هجرة كثيفة من الشرق الأوسط تجاه أوروبا وقارتي أمريكا الشمالية والجنوبية، عملية الهجرة كانت أكثر كثافة لدى المسيحيين من المسملين المشرقيين، أسباب الهجرة يمكن حصرها بانهيار الاقتصاد في الدولة العثمانية وارتفاع معدل الضرائب، واشتدت وطأة الهجرة في أعقاب المجازر الحميدية ومذابح سيفو خلال الحرب العالمية الأولى. برز في المغترب عدد كبير من مثقفي الناطقي في السريانية، لعل أشهرهم نعوم فايق الذي أسس عدة جرائد ومجلات سريانية في الولايات المتحدة وأوروبا منها جريدة حويودو، ܚܘܝܕܐ التي لا تزال تصدر حتى اليوم في السويد. الموجة الثانية في الهجرة، بدأت في ستينات القرن العشرين لأسباب اقتصادية، وخاصة إلى السويد وألمانيا، تلتها موجات هجرة بسبب الحروب المتواصلة بين العراق وإيران، إضافة إلى ذلك أدت حرب الخليج الثانية واحتلال العراق إلى هجرة مئات الألاف من الناطقين بالسريانية إلى دول أخرى الأردن وسوريا ولبنان.
تنتشر السريانية حالياً بلهجتها الشرقية والغربية في أوروبا، خصوصًا في السويد حيث تأسست هناك صحافة ومحطات إذاعية وتلفزة ناطقة بالسريانية. وأبدت الحكومة السويدية دعمًا خاصًا لتشجيع تعلم اللغة السريانية والحفاظ عليها. كما تتواجد أعداد كبيرة نسبياً من الناطقين بالسريانية في ألمانيا وهولندا.
في الولايات المتحدة يبلغ عدد أتباع الكنائس السريانية بحوالي النصف مليون وينتشرون بكثافة في ديترويت ضمن ولاية ميشيغان كما يشكلون نسبة كبيرة نسبياً في تورلوك حيث توجد هناك قناة تلفازية ومحطات راديو ناطقة بالسريانية، وبالرغم من هذا فإن عدد المتحدثين بالسريانية كلغة أم في الإحصاءت الرسمية لا يتعدى 50,000 نسمة.
في النصف الثاني من القرن العشرين وصلت اللغة السريانية كلغة ليتورجية للصلاة إلى عدد من بلدان الخليج العربي مع وصول العمالة الهندية للمنطقة (خاصة في دولة الإمارات العربية المتحدة )، حيث أسس هناك أبناء الكنائس السريانية الهندية عدة رعاية انتظمت بعضها بأبرشيات يرأسها أسقف بينما ارتبطت أخرى بالكرسي البطريركي الذي تعتبره مرجعية لها.

## الأهمية الدينية

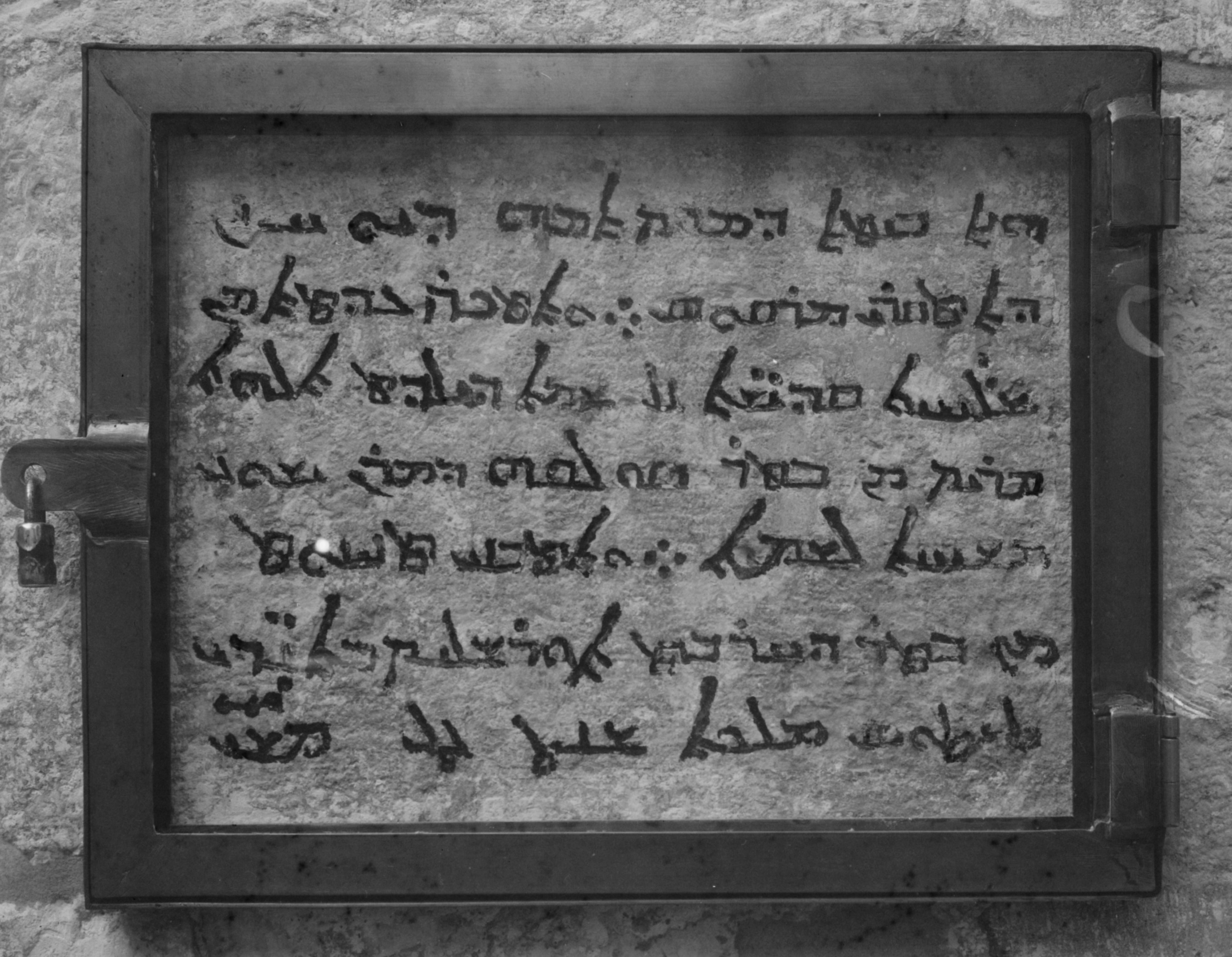
كتابة سريانية تعود إلى سنة 1520 بدير مار مرقس للسريان الأرثوذكس بالقدس. النقش يقرأ: «هذا بيت مريم والدة يوحنا المدعو مرقس، صار كنيسة باسم مريم العذراء بعد صعود يسوع للسماء. أعيد بنائها بعد دمار أورشليم على يد تيتوس سنة 72.»

يعتبر عدد من الباحثين إن اللغة السريانية هي ثالث أهم لغة في المسيحية بعد اللاتينية واليونانية من حيث وفرة المؤلفات الكنسية والطقسية القديمة التي كتبت بها وشكلت أساس المسيحية؛ كذلك فإنه من المعروف أن السيد المسيح قد تكلم الآرامية وينحو عدد من الباحثين لاعتبار السريانية والآرامية لغة واحدة، فما زاد من أهمية السريانية في المسيحية كون السيد المسيح قد تكلم بها أيضًا.
ومن غير المعروف على وجه الدقة متى بدأت الكنائس في الهلال الخصيب باستخدام السريانية كلغة طقسية، غير أنه من المعروف أن ذلك يعود لأواخر القرن الثاني ومطلع القرن الثالث، انطلاقًا من الرها. وهناك أدلة على أن اعتماد السريانية كلغة ليتورجية أثر تأثيرًا هامًا في انتشار المسيحية بسرعة بين الناطقين فيها حتى باتت اللغة المسيحية الرسمية. وأغلب المؤلفات التي وضعت بالسريانية خلال عصرها الذهبي، كانت تتطرق لمواضيع دينية، وشكلت هذه مراجع أساسية لجميع الباحثين في التاريخ المسيحي والعقائد المسيحية، وقد يكون أحد الأدلة على ذلك، وفرة رجال الدين الأدباء الذين عملوا في هذا المجال، أبرزهم أفرام السرياني ويعقوب السروجي ويعقوب المقطع وسواهم.
في سنة 489، فر عدد كبير من المسيحيين الناطقين باللغة السريانية الذين كانوا يعيشون في الإمبراطورية الرومانية إلى بلاد فارس هربا من الاضطهاد والعداء المتزايد من قبل المسيحيين الناطقين باللغة اليونانية. وسرعان ما أدت الاختلافات اللاهوتية بين الكنيستين السريانية الشرقية والغربية إلى الانشقاق النسطوري في المناطق السريانية. ونتيجة لذلك تطورت الكنيسة السريانية إلى قسمين شرقي (نسطوري) وغربي (أرثذوكسي). على الرغم من أن السريانية كانت لا تزال لغة التخاطب بين الطرفين، إلا أن نظم الكتابة والألفاظ تطورت باتجاهين مختلفين.

اللهجة السريانية الغربية هي حالياً اللغة الطقسية الرسمية للكنائس السريانية الغربية، التي تشمل الكنيسة السريانية الأرثوذكسية والكنيسة السريانية الكاثوليكية والكنيسة المارونية، بالإضافة إلى عدة كنائس في الهند ككنيسة ملانكرا السريانية الأرثوذكسية وكنيسة مار توما السريانية وكنيسة ملانكرا السريانية الكاثوليكية والكنيسة الحرة الآرامية.
في حين تعتبر اللهجة الشرقية السريانية هي اللغة الرسمية للطقس السرياني الشرقي الذي يمارس حالياً من جانب كنيسة المشرق الآشورية والكنيسة الكلدانية وكنيسة المشرق القديمة وكذلك بعض الكنائس السريانية في شبه الجزيرة الهندية مثل الكنيسة السريانية الكلدانية، وكنيسة السريان الملبار الكاثوليك.
ولقد بدأت اللغة السريانية بالانحسار تدريجياً ابتداءً من القرن السابع حيث حلت محلها اللغة العربية مع قدوم الإسلام إلى المنطقة، ولم يتفوق انتشار العربية على السريانية إلا مع نهاية القرن الرابع عشر. وكان العامل الأكبر الذي ساهم في اندثار السريانية في العديد من المناطق هو غزوات المغول في القرن الثالث عشر والسلاجقة من بعدهم، حيث تغيرت التركيبة السكانية كثيرًا في شمال بلاد الرافدين بعد احتلالها من قبل تيمور لنك وقتل معظم سكانها من المسيحيين. بينما أخذت اللغة العربية تأخذ محل اللغة السريانية تدريجياً حتى استبدلت العربية محل السريانية كلغة للقداس في بعض الكنائس السريانية الغربية.

## الأبجدية السريانية
تمتلك اللغة السريانية كغيرها من اللغات السامية الشمالية الغربية 22 حرفًا صامتًا وثلاثة حروف علة، أما الحروف الصامتة كما يُصنفها أخصائيو علم صوت الكلام فتشمل:
| الحرف العربي          | ا         | ب             | ج         | د         | ه   | و   | ز   | ح       | ط       | ي       | ك       | ل         | م   | ن   | س         | ع      | ف             | ص         | ق       | ر   | ش   | ت       |
| الحرف السرياني الشرقي | ܐ         | ܒ             | ܓ         | ܕ         | ܗ   | ܘ   | ܙ   | ܚ       | ܛ       | ܝ       | ܟܟ      | ܠ         | ܡ   | ܢܢ  | ܣ         | ܥ      | ܦ             | ܨ         | ܩ       | ܪ   | ܫ   | ܬ       |
| الحرف السرياني الغربي | ܐ         | ܒ             | ܓ         | ܕ         | ܗ   | ܘ   | ܙ   | ܚ       | ܛ       | ܝ       | ܟܟ      | ܠ         | ܡ   | ܢܢ  | ܣ         | ܥ      | ܦ             | ܨ         | ܩ       | ܪ   | ܫ   | ܬ       |
| اللفظ (شرقي\غربي)     | ألاپ أولَف | بيت بيث       | گامَل گومَل | دالَت دولَث | هي  | واو | زَين | خيت حيث | طيت طيث | يود يوذ | كاپ كوف | لامَد لومَد | ميم | نون | سِمكت سِمكث | أَي عَين | پي في1        | صادي صودي | قوپ قوف | ريش | شين | تاو     |
| صوت                   | ‎[ʔ]‏       | ‎[b]‏ ‎[v]‏ / ‎[w]‏ | ‎[ɡ]‏ ‎[ɣ]‏   | ‎[d]‏ ‎[ð]‏   | ‎[h]‏ | ‎[w]‏ | ‎[z]‏ | ‎[ħ]‏     | ‎[tˤ]‏    | ‎[j]‏     | ‎[k]‏ ‎[x]‏ | ‎[l]‏       | ‎[m]‏ | ‎[n]‏ | ‎[s]‏       | ‎[ʕ]‏    | ‎[p]‏ ‎[f]‏ / ‎[w]‏ | ‎[sˤ]‏      | ‎[q]‏     | ‎[r]‏ | ‎[ʃ]‏ | ‎[t]‏ ‎[θ]‏ |

كما يمكن تشكيل أصوات إضافية من بعض بأضافة نقطة فوق الحرف (قشايا/قوشويو ܩܘܫܝܐ) للتقسية أو تحته (ركاخا/روكوخو ܪܘܟܟܐ) للترقيق كالآتي:
| تقسية                 | تقسية                 | النطق | ترقيق                 | ترقيق                 | النطق     | ملاحظات                                                                                          |
| الحرف السرياني الشرقي | الحرف السرياني الغربي | النطق | الحرف السرياني الشرقي | الحرف السرياني الغربي | النطق     | ملاحظات                                                                                          |
| --------------------- | --------------------- | ----- | --------------------- | --------------------- | --------- | ------------------------------------------------------------------------------------------------ |
| ܒ݁                     | ܒ݁                     | [b]   | ܒ݂                     | ܒ݂                     | [v] / [w] | بالأصل كان ܒ݂ ينطق [v] غير أنه انقلب لاحقا إلى [w].                                               |
| ܓ݁                     | ܓ݁                     | [g]   | ܓ݂                     | ܓ݂                     | [ɣ]       | أحيانا ينطق ܓ݂ على شكل [ʁ]                                                                        |
| ܕ݁                     | ܕ݁                     | [d]   | ܕ݂                     | ܕ݂                     | [ð]       | كلا الحركتين تنطقان [d] بالسريانية الشرقية.                                                      |
| ܟ݁ܟ݁                    | ܟ݁ܟ݁                    | [k]   | ܟ݂ܟ݂                    | ܟ݂ܟ݂                    | [x]       | أحيانا ينطق الحرف ܟ݂ على شكل [χ]                                                                  |
| ܦ݁                     | ܦ݁                     | [p]   | ܦ݂                     | ܦ݂                     | [f] / [w] | الصوت [f] غير موجود في اللغة السريانية الشرقية، وعند النطق بالحرف ܦ مرققا فإنه ينطق على شكل [w]. |
| ܬ݁                     | ܬ݁                     | [t]   | ܬ݂                     | ܬ݂                     | [θ]       | كلا الحركتين تنطقان [t] بالسريانية الشرقية.                                                      |

كما بالإمكان إضافة حركات خاصة لبعض الحروف بحيث تستخدم في تصوير المصوتات غير سريانية الأصل والكتابات الكرشونيةكالتالي:
| الحرف العربي          | ج    | چ    | ظ    |
| الحرف السرياني الشرقي | ܔ    | ܓ̰    | ܜ    |
| الحرف السرياني الغربي | ܔ    | ܓ̰    | ܜ    |
| صوت                   | ‎[dʒ]‏ | ‎[tʃ]‏ | ‎[ðˤ]‏ |

- ^1يلفظ هذا الحرف في (‎[f]‏) بالسريانية الغربية، بينما يلفظه المشارقة پي (‎[p]‏).

### الخطوط السريانية
هناك ثلاث خطوط رئيسية شائعة لكتابة الحروف السريانية، وهي:

الخطوط السريانية الثلاث: سرطو (غربي)، مدنحايا (شرقي)، أسطرنجيلي (تقليدي)، في الآية الأولى من إنجيل يوحنا «وفي البدء كانت الكلمة». (الأحرف بين الأقواس لا تلفظ عادة بالسريانية)

- أسطرنجيلي (ܐܣܛܪܢܓܠܐ) ويعني إما «المدور» (στρογγύλη باليونانية) نسبة إلى شكله المدور[109] أو «خط الإنجيل» (ܣܪܛܐ ܐܘܢܓܠܝܐ، «سرطو أيوانگليو» بالسريانية) نسبة إلى استخدامه خصوصًا في كتابة الأناجيل.[110] وهو أقدم الخطوط وكان الأكثر شيوعا في القرون المسيحية الأولى كما يتم استخدامه عادة في كتابة الأناجيل والمخطوطات الكنسية. ومنه اشتقت بعض الخطوط العربية كالخط الكوفي[111]
- سرطو (ܣܪܛܐ) ويعني حرفيا «الخط»، كما يسمى الغربي، ويستخدم خصوصًا لدى الكنائس السريانية الغربية كالكنيسة السريانية الأرثوذكسية والكنيسة المارونية حيث يعرف كذلك باسم «البسيط» و«اليعقوبي» و«الماروني». معظم أشكال حروفه مشتقة من خط الأسطرنجيلي ومبسطة بحيث تكون أسهل كتابة. ويحتوي هذا الخط على خمس حركات.
- مدنحايا (ܡܕܢܚܝܐ) أي «الشرقي» كما يسمى أحيانا «سوادايا» (ܣܘܕܝܐ ومعناه «الشائع») ويستخدم في كتابات الكنائس السريانية الشرقية مثل كنيسة المشرق الآشورية والكنيسة الكلدانية. ويشبه الخط الأسطرنجيلي إلى حد كبير. وتختلف كتابة الحركات عنها في خط السرطو في استخدام التنقيط للدلالة على حركة الحرف، وهناك سبع حركات في هذا الخط.

كما توجد هناك أنواع أخرى من الخطوط مشتقة من الخطوط الثلاثة الرئيسية ومنها مثلا الأورشليمي والمارديني والملنكاري الهندي. وتستخدم فيها الحركات الشرقية والغربية بحسب اشتقاق الخط.

### الأرقام السريانية
تستخدم اللغة السريانية نظاما في الترقيم يشابه إلى حد كبير نظم الترقيم السامية قديما وخاصة العبري. فتمثل الحروف الأبجدية الاثنان والعشرون الأرقام من 1 إلى 900. وهكذا فبالإمكان تمثيل الأرقام من 1 إلى 499 بحرف واحد لكل مرتبة، بينما تعني إضافة نقطة أعلى الحرف مضاعفة قيمته بعشرة أضعاف.
| الرقم | المقابل السرياني | المقابل السرياني | اللفظ السرياني (شرقي\غربي) | الرقم | المقابل السرياني | المقابل السرياني | اللفظ السرياني (شرقي\غربي) | الرقم | المقابل السرياني | المقابل السرياني | اللفظ السرياني (شرقي\غربي) |
| الرقم | رقم              | كتابة            | اللفظ السرياني (شرقي\غربي) | الرقم | رقم              | كتابة            | اللفظ السرياني (شرقي\غربي) | الرقم | رقم              | كتابة            | اللفظ السرياني (شرقي\غربي) |
| ----- | ---------------- | ---------------- | -------------------------- | ----- | ---------------- | ---------------- | -------------------------- | ----- | ---------------- | ---------------- | -------------------------- |
| 1     | ܐ (ا)            | ܚܕ               | خا\حاد                     | 10    | ܝ (ي)            | ܥܣܪܐ             | عسرا\عسرو                  | 100   | ܩ (ق)            | ܡܐܐ              | ما\مو                      |
| 2     | ܒ (ب)            | ܬܪܝܢ             | ترين                       | 20    | ܟ (ك)            | ܥܣܪܝܢ            | عسرين                      | 200   | ܪ (ر)            | ܡܐܬܝܢ            | ماتين/موتين                |
| 3     | ܓ (ج)            | ܬܠܬܐ             | تلاثا\ثلوثو                | 30    | ܠ (ل)            | ܬܠܬܝܢ            | تلاثين\ثلوثين              | 300   | ܫ (ش)            | ܬܠܬܡܐܐ           | تلاثما\ثلوثمو              |
| 4     | ܕ (د)            | ܐܪܒܥܐ            | أربعا\أربعو                | 40    | ܡ (م)            | ܐܪܒܥܝܢ           | أربعين                     | 400   | ܬ (ت)            | ܐܪܒܥܡܐܐ          | أربعما\أربعمو              |
| 5     | ܗ (ه)            | ܚܡܫܐ             | حمشا\حمشو                  | 50    | ܢ (ن)            | ܚܡܫܝܢ            | حمشين                      | 500   | ܢܿ (ܬܩ) (تق)      | ܚܡܫܡܐܐ           | حمشما\حمشمو                |
| 6     | ܘ (و)            | ܫܬܐ              | شتا\شثو                    | 60    | ܣ (س)            | ܫܬܝܢ             | شتين                       | 600   | ܣܿ (ܬܪ) (تر)      | ܫܬܡܐܐ            | شثما\شثمو                  |
| 7     | ܙ (ز)            | ܫܒܥܐ             | شبعا\شبعو                  | 70    | ܥ (ع)            | ܫܒܥܝܢ            | شبعين                      | 700   | ܥܿ (ܬܫ) (تش)      | ܫܒܥܡܐܐ           | شبعما\شبعمو                |
| 8     | ܚ (ح)            | ܬܡܢܝܐ            | ثمنيا\ثمنيو                | 80    | ܦ (ف)            | ܬܡܢܝܢ            | ثماني\ثموني                | 800   | ܦܿ (ܬܬ) (تت)      | ܬܡܢܡܐܐ           | ثمنما\ثمنمو                |
| 9     | ܛ (ط)            | ܬܫܥܐ             | تشعا\تشعو                  | 90    | ܨ (ص)            | ܬܫܥܝܢ            | تشعين                      | 900   | ܨܿ (ܬܬܩ) (تتق)    | ܬܫܥܡܐܐ           | تشعما\تشعمو                |

غير أن هناك العديد من الطرق التي استخدمت على مر العصور لتمثيل الأرقام الأعلى من 999 وأهمها:
| 1,000     | 10,000 | 100,000           |
| ܐ݂ أو ܐܿ    | ܐ      | ܐ݈݇                 |
| ألپا\ألفو | رب     | ما ألپين\مو ألفين |

عادة ما يضاف خط فوقي على الحروف للدلالة على كونها أرقام وليس كلمات. وتكتب الأرقام بعكس العربية من اليسار إلى اليمين، فمثلا الرقم 157 (مئة وخمسة وسبعون) يكتب ܩܢ (قنز) (ܩ=100 + ܢ=50 + ܙ=7). أو بإضافة نقطة فوق حرف يوث (ما يقابل 10) لتصبح: ܝܿܢܙ (ينز) (ܝܿ=10x10 + ܢ=50 + ܙ=7). كمثال على ذلك يمكن التعبير عن رقم 31,234,000 بعد طرق منها مثلا:
- ܓܸܩ̱ܟ̱ܓ̱ܪ (جقكجد)
- ܠܐܪܠܕ ܐܱܠܦܼܺܝܵܢ (لارلد ألپين)

وتلفظ الأعداد المركبة من مرتبتين (آحاد وعشرات) ابتداءً بمرتبة الآحاد أولاً ومن ثم العشرات، فالرقم 15 يلفظ حمشوعسر أو خمشائسر. أما الأعداد من 21 وما فوق فهناك طريقتين للفظها الأولى تبدأ من الآحاد فالعشرات فالرقم 25 مثلاً تُقرأ كما في مثل اللغة العربية حمشو وعسري أو خمشا وإسري. والطريقة الثانية تبدأ من العدد الأعلى مثل 25 يلفظ إسري وخمشا.
وقد لعبت الأرقام السريانية الآشورية دورًا في تطوير الأرقام العربية، ففي إحدى مراحل التاريخ العربي القديم، استخدم العرب أرقامًا مشتقة من الأرقام السريانية، المنحدرة من الأرقام الآرامية الفينيقية، وهذا واضح في نقش عُثر عليه يسمى نقش النمَّارة، المكتوب بالخط النبطي العربي القديم، والذي يعود إلى عام 223م، وفيه ظهرت السنين مؤرَّخة بالأرقام السريانية. وكذلك نقش حرَّان الذي يعود إلى عام 568م، والمكتوب بخط عربي، إلا أن تاريخ السنين المدون في السطر الثالث منه مكتوب بالأرقام السريانية.
يتم حاليا استعمال الأرقام الهندية (1 2 3...) أو العربية (1 2 3...) في الكتب السريانية العامة بينما تستخدم الحروف التقليدية في الكتب الطقسية والتاريخية.

### الشكلات
يعد تعدد الشكلات إحدى السمات المميزة للغة السريانية. وتنقسم هذه بحسب دورها إلى أربع فئات:
1. نقاط الجمع: وتسمى بالسريانية سيامي (ܣܝ̈ܳܡܶܐ) -̈، وهي نقطتين أفقيتين فوق أو أسفل الحرف ما قبل الأخير من الاسم ليدل على كونه يمثل جمع (اثنان أو أكثر).
2. التنقيط: ويستعمل للتفريق بين ال"دولث" (ܕ) عن ال"ريش" (ܪ) حيث ترسم النقطة في الأسفل في حالة الدولث وبالأعلى بالريش. وتعتبر مع نقاط الجمع أقدم الشكلات بالسريانية، حيث يعود أقدم ذكر لها لسنة 411م.
3. الحركات الصوتية، ويمكن تقسيم تطورها إلى مرحلتين:
  1. المرحلة المشتركة، وفيها تطورت الحركات بصورة متماثلة لدى اللهجتين الشرقية والغربية وتمتد هذه الفترة حتى حوالي 600م. استعملت فيها علامات خاصة لتمييز الكلمات التي تشترك بنفس الحروف.
  2. المرحلة الثانية، وفيها بدأت تظهر فروق في علامات التشكيل بين المشارقة والمغاربة، ومن ميزات هذه المرحلة تطوير نظام تنقيطي معقد بشكل انفرادي للإشارة إلى المصوتات. فبدأ اللغويون المشارقة منذ القرن الحادي عشر بتطوير هذا النظام التنقيطي وتوحيده حتى أصبح مع هو عليه في الوقت الحاضر. أما المغاربة فقد طوروا نظاما مختلفا تماما وذلك بتبني حروف يونانية من أجل تمثيل الحركات القصيرة، ويعد يعقوب الرهاوي أول من حاول تطوير هذا النظام وبالرغم من أن أعماله لم تلق قبولا واسعة وقتها غير أن أفكاره اعتمدت بعد تحويرها بحلول القرن الثالث عشر.
4. علامات التشكيل، وهي علامات في غاية التعقيد تستعمل في الكتابات اللاهوتية والليتورجية فقط.

## النطق
تحتوي اللغة السريانية على 22 حرف. 19 صامتة وثلاثة مصوتة قد تتخذ عدة أصوات طبقا للحركة.

### الأصوات
الصوتيات أدناه تُبيّن اللفظ في العربية الفصحى الحديثة، وهناك اختلافات صغيرة من بلد إلى آخر (أو بالأحرى: من لهجة إلى أخرى). إضافة إلى ذلك، هذه اللهجات يُمكن أن تختلف من منطقة إلى أخرى ضمن بلد ما.

#### مصوتات
حروف العلة في السريانية ثلاث وهي: ܐ أولاف (الألف)، وܘ واو (الواو)، وܝ يوث (الياء)
أما الحركات فسبع بالسريانية الشرقية وخمس بالغربية وهي:
| الحركة | اسم الحركة | لفظها | نطقها | ملاحظة على الحركة                                                  |
| ------ | ---------- | ----- | ----- | ------------------------------------------------------------------ |
| ـܰ      | ܦܬܳܚܳܐ       | فتوحو | [a]   | تقابل نطق الفتحة باللغة العربية.                                   |
| ـܳ      | ܣܩܵܦܵܐ       | سقوفو | [o]   | ضمة مائلة إلى الفتح، يمكن وصفها بأنها تماثل نطق حرف O بالإنجليزية. |
| ـܶ      | ܪܒܳܨܳܐ       | ربوصو | [e]   | كسرة مائلة إلى الفتح، يمكن وصفها بأنها تماثل حرف É بالفرنسية.      |
| ـܽ      | ܥܨܳܨܳܐ       | عصوصو | [u]   | تقابل الضمة باللغة العربية.                                        |
| ـܺ      | ܚܒܳܨܳܐ       | حبوصو | [i]   | تقابل الكسرة باللغة العربية.                                       |

| الحركة | اسم الحركة | لفظها         | نطقها   | ملاحظات على الحركة                                                                                |
| ------ | ---------- | ------------- | ------- | ------------------------------------------------------------------------------------------------- |
| -ܵ      | ܦܸܬܚܵܐ       | پتاخا         | [a]     | تقابل نطق الفتحة باللغة العربية.                                                                  |
| ܲܲ-      | ܣܩܳܦܳܐ       | سقاپا         | [ɑ]     | تقابل نطق الفتحة باللغة العربية، لكنها تكون مفخمة. مثل نطق الألف في كلمة طالب.                    |
| -ܿ      | ܪܒܵܨܵܐ       | رباصا (رواصا) | [u]     | تقابل الضمة باللغة العربية.                                                                       |
| -ܼ      | ܪܘܵܚܵܐ       | رواحا (رواخا) | [o]     | ضمة مائلة إلى الفتح، يمكن وصفها بأنها تماثل نطق حرف O بالإنجليزية.                                |
| -ܸ      | ܙܠܵܡܵܐ ܦܫܝܼܩܵܐ | زلاما پشيقا   | [ɛ ~ ɪ] | كسرة مائلة إلى الفتح، يمكن وصفها بأنها تماثل حرف É بالفرنسية، لكنها أقرب إلى الفتح من الحركة [e]. |
| -ܹ      | ܙܠܵܡܵܐ ܩܸܫܝܵܐ  | زلاما قشيا    | [e]     | كسرة مائلة إلى الفتح، يمكن وصفها بأنها تماثل حرف É بالفرنسية.                                     |
| ܝ݂      | ܚܒ݂ܵܨܵܐ       | حباصا (خواصا) | [i]     | تقابل الكسرة باللغة العربية.                                                                      |

#### صوامت
تحتوي السريانية على 19 حرفا صامتا وبالإمكان الحصول على أصوات إضافية غير ممثلة أصلا بالأبجدية السريانية مثل الجيم والثاء والذال بإضافة علامات تنقيط خاصة.
|           |          | الشفوية | بين الأسنان | بين الأسنان | الأسنانية\اللثوية | الأسنانية\اللثوية | اللثوية الغارية | الغارية | الطبقية | اللهوية | الحلقية | الحنجرية |
| البسيط    | المشدد   | الشفوية | البسيط      | المشدد      |                   |                   | اللثوية الغارية | الغارية | الطبقية | اللهوية | الحلقية | الحنجرية |
| --------- | -------- | ------- | ----------- | ----------- | ----------------- | ----------------- | --------------- | ------- | ------- | ------- | ------- | -------- |
| الأنفي    | الأنفي   | m       |             |             |                   | n                 |                 |         |         |         |         |          |
| الانفجاري | المجهور  | b1      | d           |             |                   |                   |                 |         | ɡ       |         |         |          |
| الانفجاري | المهموس  | p       | t           | tˤ          |                   |                   |                 |         | k       | q       |         | ʔ        |
| الاحتكاكي | المجهور  | v       | ð2          |             |                   | z                 |                 |         | ɣ       |         | ʕ3      |          |
| الاحتكاكي | المهموس  | f       | θ2          |             | sˤ                | s                 | ʃ               |         | x       |         | ħ4      | h        |
| التقريبي  | التقريبي |         | l           | l           | l                 | l                 |                 | j       | w       |         | (ʕ)     |          |
| الزغردي   | الزغردي  |         | r           | r           | r                 | r                 |                 |         |         |         |         |          |

- ^1 يُنطق صوت ب على هيئة و ([w]) في اللهجات السريانية الشرقية. كما قد يتحول هذا الصوت إلى ڤ ([v]) في بعض اللهجات الشرقية وخصوصا في إيران.
- ^2 يُنطق صوتا ث ([θ]) وذ ([ð]) على هيئة ت ([t]) ود ([d]) في بعض اللهجات السريانية الشرقية. وخاصة في إيران والعراق.
- ^3 صوت العين ع ([ʕ]) يلفظ كالألف ([ʔ]) أو يهمل في معظم اللهجات الشرقية.
- ^4 يلفظ صوت ح ([ħ]) كالخاء ([x]) في معظم اللهجات الشرقية.

## اللهجات

انتشار اللهجات السريانية التاريخي شمال بلاد ما بين النهرين وجنوب الهضبة الأرمنية. بالرغم من إن لهجة معلولا آرامية غربية إلا أن تبنيهم الأبجدية السريانية واستعمال اللغة السريانية في العبادات جعل بعض المختصين يصنفها كلهجة سريانية آرامية.

تنقسم السريانية حالياً إلى لهجتين رئيسيتين: شرقية (مدنخايا؛ ܡܕܢܚܝܐ أو سوادايا؛ ܣܘܕܝܐ) وغربية (معروويو؛ ܡܥܪܘܝܐ أو معربويو؛ ܡܥܪܒܝܐ) ويعتبر نهر دجلة فاصلاً طبيعيا بين اللهجتين. يعود أصل التقسيم إلى مجمع أفسس الأول (431) عندما تمت إدانة تعاليم نسطور واضطهاد اتباعه من قبل الأمبراطورية البيزنطية. بدورهم استغل الساسانيون هذا وقاموا باضطهاد المسيحيين الذين لم يتبعوا نسطور الأمر الذي أدى إلى انقسم الكنيسة السريانية إلى شرقية فارسية وغربية بيزنطية. حيث طورت كل كنيسة طقوسها ولهجتها الخاصة بها.

### السريانية الغربية
السريانية الغربية هي الأقرب إلى السريانية الكلاسيكية حيث تميز باستعمال الواو في رفع الأسماء والاحتفاظ بأصوات ال«عين» وال«حيث» كما تأثرت بغيرها من اللغات كالعربية والتركية والكردية. وتمتاز عن جميع اللغات الآرامية باستعمال ضمائر الإشارة مثل:
- المفرد المذكر: ܐܘ ܡܠܟܐ؛ أو مالكو (هذا الملك)
- المفرد المؤنث: ܐܝ ܡܠܟܬܐ؛ أي ملكثو (هذه الملكة)
- الجمع: ܐܡ ܡܠܟܝ؛ أم ملكي (هؤلاء الملوك). ܐܡ ܡܠܟܬܝ أم ملكثي (هؤلاء الملكات)

تنقسم اللهجة الغربية إلى عدة أقسام لعل أهمها الطورويو والملحسو اللتان انتشرتا سابقا في طور عابدين والمديويو في مديات. وينتمي جميع المتحدثين بالسريانية الغربية حالياً إلى الكنيسة السريانية الأرثوذكسية غير أنه تواجد من تحدث بهذه اللهجة من أتباع الكنيسة الكلدانية وكنيسة المشرق وخاصة في مديات قبل مجازر سيفو.
تنتشر هذه اللهجة حالياً في محافظة الحسكة وفي قرى معدودة في طور عابدين كما توجد عدة قرى تستعمل بهذه اللهجة بالقرب من دير مار متي في سهل نينوى. بالإضافة لذلك تنتشر هذه اللهجة في دول المهجر وخاصة في ألمانيا والسويد حيث يتم تدريس هذه اللهجة في المدارس الحكومية باستخدام الأبجدية اللاتينية.

### السريانية الشرقية
السريانية الشرقية هي الأكثر انتشاراً وتتمركز في شمال العراق، وكذلك في محافظة الحسكة بسوريا وقرى في محيط مدينة أورميا بإيران وقرى متفرقة بجنوب شرق تركيا. كما أدت الهجرة المستمرة من تلك المناطق إلى تواجد محدود لهذه اللهجات في دول المهجر وبخاصة في الولايات المتحدة والسويد. ولعل أهم ما يميز هذه اللهجات هو إبدال الألف السريانية (ܐ) واوا (ܘ) في رفع الأسماء. وتنقسم هذه اللهجة إلى أربع مجموعات رئيسية:
1. مجموعة أورميا: وتنتشر في سهول أورميا وسهل سلدوز (نقده) ويظهر تأثير الفارسية والأذرية في هذه اللهجة في قلب صوتي الباء والواو صوت فاء مثلثة (ڤ) كما يقلب الصوت الكاف صوت جيم مثلثة (چ) أحيانا. ينتمي معظم الناطقين بها إلى كنيسة المشرق.
2. المجموعة الشمالية: وتشمل مناطق شمال شرق بحيرة أورميا وحول بحيرة وان جنوباً إلى برواري العليا بشمال العراق وتشمل مناطق باز وجيلو وقدشانيس. ومعظم ناطقيها ينتمون إلى كنيسة المشرق.
3. مجموعة أشيرت: وأشيرت تعني «العشائر» بالسريانية، حيث أن وعورة المنطقة لم يسمح للعثمانيين بالسيطرة عليها فاتسمت المنطقة بطابع عشائري. وتشمل هذه المنطقة كل من نوشيا وتياري العليا والسفلى وبرواري السفلى. وتمتاز باحتفاظها بصوتي الثاء والذال بعكس اللهجتين السابقتين. إلا أنها تشترك معهما في إسقاط صوت العين وقلب الحاء خاءً. وينقسم الناطقون بهذه اللهجة بين كنيسة المشرق والكنيسة الكلدانية.
4. المجموعة الجنوبية: وتعتبر حاليا أكبر تجمع لمتحدثين بالسريانية. وتشمل مناطق سهل نينوى ومعظم الناطقين بها من أبناء الكنيسة الكلدانية والكنيسة السريانية الكاثوليكية وتعتبر بلدة القوش مركزاً لهذه المجموعة بسبب تاريخها الديني. وتمتاز هذه اللهجة بإسقاط صوتي العين والحاء تارة وإثباتهما تارة أخرى. كما تتشابه مع السريانية الكلاسيكية في الاحتفاظ بصوتي الثاء والذال.

## قواعد اللغة
تبنى الكلمات السريانية، كما هي الحال في غيرها من اللغات السامية من جذور ثلاثية تسمى "ܫܸܪܫܵܐ" شرشا تتكون غالبا من حروف صامتة، حيث تضاف إليها حروف العلة الثلاث إضافة إلى عدد من الحركات لتكوين كلمة. فمثلا حروف ܫ و-ܩ و-ܠ تكون جذر «ش-ق-ل» بمعنى أخذ. ومنه تشتق كلمات أخرى بإضافة الحركات وحروف العلة.
| - ܫܩܲܠ شقَل، بمعنى أخَذَ - ܢܲܫܩܿܘܠ نشقُل، بمعنى سيأخذ - ܫܵܩܠ شاقل، بمعنى يأخذ | - ܫܲܩܠ شقّل، بمعنى رَفَعَ - ܐܫܩܠ أشقل، بمعنى قَرَّرَ - ܫܩܵܠܐ شقالا، بمعنى مأخَذ، عبء | - ܫܸܩܠܸܐ شِقلِ، بمعنى مَربح، ضريبة - ܫܲܩܠܼܘܬܐ شَقلوثا، بمعنى حيوان يستخدم للنقل - ܫܿܘܩܵܠܐ شُقالا، بمعنى غطرسة |

### الأسماء
تركب معظم الأسماء السريانية من جذور ثلاثية، كما يضاف للاسم ما يدل على جنسه (مذكر أو مؤنث) وكونه مفرد أو جمع (حالات التثنية نادرة جدا)، وتتواجد الأسماء بثلاث حالات قواعدية وهي:
- الحالة المطلقة، وهي تشير لأصل الاسم. مثل: ܫܩܠܝ̈ܢ (شِقلِن) بمعنى «ضرائب».
- حالة التوكيد، وتشير عادة إلى تعريف الاسم. مثل ܫܩ̈ܠܐ (شِقلِ) بمعنى «الضرائب».
- حالة الإضافة، وتشير عادة إلى كون الاسم تابعا لما يليه. مثل ܫܩܠܲܝ (شِقلَي) بمعنى «ضرائب...» (يليها اسم آخر يدل على عودة ملكية «الضرائب»).

غير أن التطور المبكر للسريانية أدى لارتفاع أهمية حالة التوكيد للاسم فأصبحت هي المرجع، بينما اختفى استعمال الحالات الأخرى إلا في مصطلحات محددة، مثل عبارة ܒܲܪ ܐ݇ܢܵܫܵܐ/ܒܲܪܢܵܫܵܐ (بَر ناشا) أي «بني آدم».
كانت السريانية القديمة تتبع الآرامية في الإضافة وكمثال على ذلك عبارة: ܫܩܠܝ̈ ܡܠܟܘܬܐ (شِقلَي مَلكوثا) بمعنى «ضرائب المملكة». غير أن هذه الطريقة في الإضافة سرعان ما استبدلت بإضافة حرف "ܕ" دولث يدل على الملكية (مثل "of" بالإنكليزية و-"de" بالفرنسية) وكمثال على ذلك: ܫܩ̈ܠܐ ܕܡܠܟܘܬܐ (شِقلِ دمَلكوثا) وتعطي نفس معنى الجملة السابقة: («ضرائب المملكة»)، ويلاحظ أن كلا الاسمين معرفين. كما تمتاز السريانية باستعمال أسلوب خاص للدلالة على الأسماء المرتبطة برابطة قواعدية قوية، مثل عبارة: ܫܩܠܝ̈ܗ ܕܡܠܟܘܬܐ (شِقليه دمَلكوثا) وتعني حرفيا «ضرابها، تلك الخاصة بالمملكة» في إشارة إلى ملكية قوية لل-«ضرائب» من قبل «المملكة»، وهنا كذلك يعتبر كلا الاسمين معرفين.
تتوافق أجناس النعوت مع الأسماء التي تصفها. ويتخذ النعت الحالة المطلقة إن كان مسندا ولكنه يتفق مع الاسم في حالة كونه عزوي، وكمثال: ܒܝܫܝ̈ܢ ܫܩ̈ܠܐ (بيشِن شِقلِ) «الضرائب سيئة»، و- ܫܩ̈ܠܐ ܒܝ̈ܫܐ (شِقلِ بيشِِ) بمعنى «الضرائب السيئة».

### الأفعال
معظم الأفعال السريانية ثلاثية الجذور كذلك. يأخذ الفعل المطلق كلا من الفاعل والجنس (بخلاف صيغة المتحدث) والعدد بالإضافة إلى الزمن والتصريف. بينما تتبع الأفعال غير المطلقة كلا من صيغ المصدر واسم الفاعل واسم المفعول.
تحتوي السريانية على صيغتي مورفولوجيا: الكامل والناقص. ويلاحظ أن هاتين الصيغتين لا تعبران عن الزمن بالآرامية غير أن السريانية طورتهما بحيث أصبحا يعبران عن صيغ الماضي والمستقبل على التوالي. ويتبع الصرف صيغة المضارع متبوعا بالضمير الخاص بالمفعول به. وعادة ما تحذف الضمائر في حالة رجوعها لصيغة الغائب، ويعتبر استخدام التصريف للإشارة إلى الفعل المضارع أكثر شيوعا في عدد من الصيغ المركبة التي تستخدم في التعبير عن مختلف جوانب الفعل.
كما تستعمل السريانية طرق لتصريف الفعال مشابهة لتلك المستخدمة في غيرها من اللغات السامية وتتمثل بتحوير جذور الفعل بحيث يتغير المعنى.
ولتصريف الجذر السامي ܦܥܠܐ
| الصيغة بالسريانية | الصيغة بالعربية | المعنى                 |
| ----------------- | --------------- | ---------------------- |
| ܦܥܠ               | فعل             | الجذر                  |
| ܦܰܥ̊ܠ               | فَعّل             | صيغة مشددة             |
| ܐܦܥܠ              | أفعل            | فعل سببي               |
| ܐܶܬܦܥܠ             | إتفعل           | جذر يعود للغائب        |
| ܐܶܬܦܰܥܰ̊ܠ             | إتفَعَّل           | صيغة مشددة تعود للغائب |
| ܐܶܬܰ̊ܦܥܰܠ             | إتَّفعَل           | فعل سببي يعود للغائب   |

وهناك بالإضافة لهذه الصيغ الست صيغ شاذة مثل: ܫܰܦܥܠ (شَفعل) و- ܐܶܫܬܰܦܥܰܠ (إشتَفعَل)

## الأدب السرياني

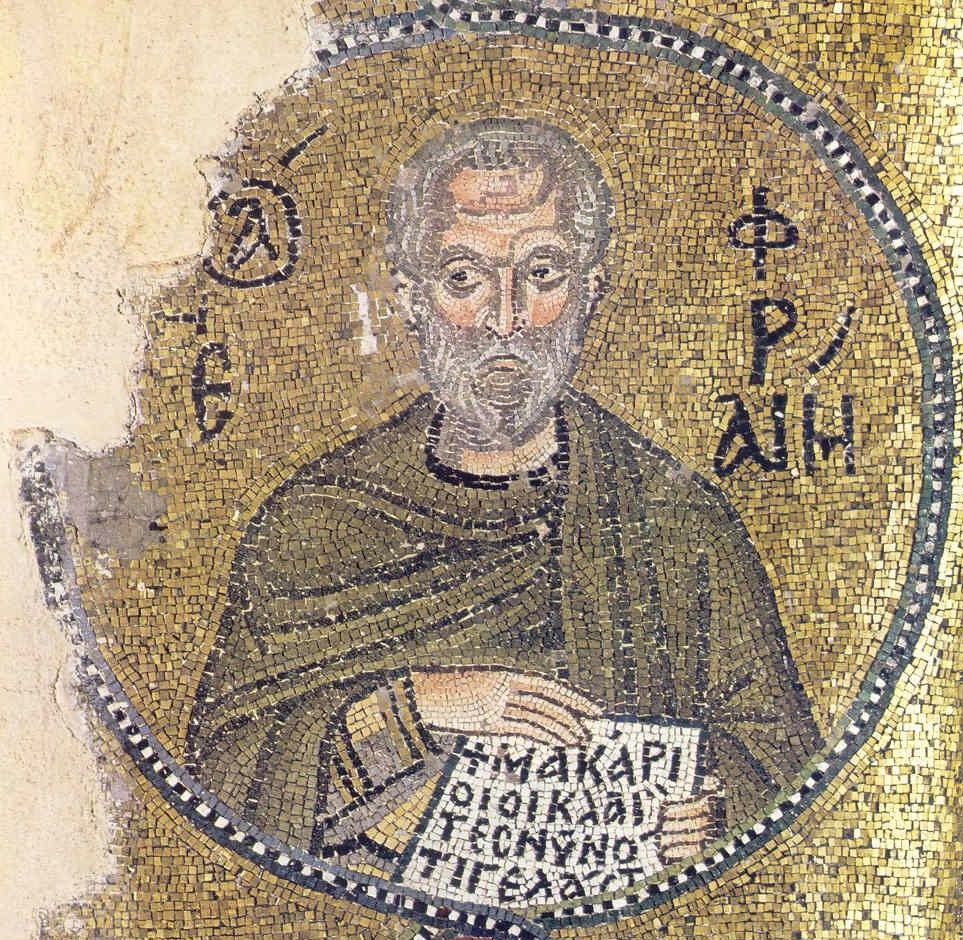
أفرام السرياني بفسيفساء بدير نيا موني بجزيرة خيوس باليونان.

للغة السريانية أهمية كبيرة لمتخصصي الدراسات السامية وهي بطبيعة الحال المفتاح لدراسة المسيحية السريانية كما أنها حفظت الكثير من النصوص اليونانية المسيحية المترجمة إليها والتي لم يعد لها وجود بلغتها الأصلية، وقد لعبت هذه اللغة دور الوسيط بين العلوم اليونانية القديمة والعالم الإسلامي فالكتب اليونانية كانت تترجم منها إلى العربية.
كانت السريانية لغة أدب ثرية فإضافة إلى ما أولف بها فقد احتوت مكتبتها الكثير من الكتب المترجمة كالكتاب المقدس وأغان روحية وقصائد وأعمال أدبية إغريقية وشروحات كتابية ومؤلفات في التاريخ والقانون وقصص القديسين وكتب في الفلسفة والنحو والطب والعلوم. تعتبر مؤلفات مار أفرام من باكورات الأدب السرياني ولم تتفوق عليها أعمال أي كاتب آخر، فلياقة شعره وجمال أسلوبه خولته لنيل لقب «كنارة الروح القدس». كان يستعمل في كتابته شكلين شعريين، أحدهما للخطاب المحكي في قالب موزون كرواية أو كعظة ملحمية، والشكل الثاني مكتوب بطريقة فنية أكثر تصلح للترتيل في جوقة واحدة أو اثنتين.
ويعتبر نرساي من كنيسة المشرق (توفي حوالي عام 503) من أبرز الشعراء السريان الشرقيين بعد الانشقاق الكنسي بين المشارقة والمغاربة، ويقابله لدى المغاربة يعقوب السروجي. وبين الأعمال التاريخية العديدة المكتوبة بالسريانية تعتبر موسوعة ميخائيل الكبير بطريرك السريان الغربيين التي تضم 21 كتاباً من أبرزها، وهي تغطي التاريخ الكنسي والعلماني في حقبة تمتد حتى عام 1195 وتأتي أهميتها من كونها تعتمد على مصادر تاريخية مختلفة حافظت على ما ذكر بها بعد ضياع النسخ الأصلية. يعتبر ابن العبري آخر أهم الكتاب السريان حيث شملت مؤلفاته مختلف جوانب العلوم والمعارف بما في ذلك النحو والشروحات الكتابية والعلوم.

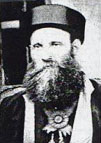
توما أودو المتوفى سنة 1918.

كما ذكر سابقاً ترجم السريان معظم الكتابات المسيحية اليونانية إلى لغتم، وهذا الكم الكبير من الترجمات يعتبر مصدراً رئيسياً للكثير من الكتب اليونانية التي فقدت أو اختفت في نسختها الأصلية. كما ترجم السريان كذلك أعمال يونانية في شتى المجالات كمؤلفات أرسطو وغيره من الفلاسفة الإغريق بالإضافة لكتب الطب والعلوم الرئيسية التي كانت موجودة في اليونان القديمة. كان لهذه الترجمات دور شديد الأهمية لقيام الحضارة الإسلامية حيث ترجمت معظم الكتب اليونانية للعربية عن نسختها السريانية وليس من المصدر مباشرة، فالفضل يعود للسريان بانتشار تأثير العلوم اليونانية في العالم الإسلامي في ذلك الوقت.
من أهم الأسماء السريانية في حقل اللغة والنحو من مختلف الكنائس والطوائف: يعقوب الرهاوي (القرن السادس) عنانيشوع الحديابي (القرن السابع)، حنين بن إسحاق (القرن التاسع)، يشوعداد المروزي (القرن التاسع)، بار علي (القرن العاشر)، الحسن بار بهلول الأواني الطيرهاني والمعروف فقط بابن بهلول (القرن العاشر)، إيليا بارشينايا (القرن العاشر)، ابدوكوس (القرن الثالث عشر)، ابن العبري (القرن الثالث عشر) عبديشوع الصوباوي (القرن الرابع عشر).
وفي العصر الحديث برزت شخصيات أخرى مهمة كالقسيس جبرائيل قرداحي (1845 - 1931) أحد أكبر علماء اللغة السريانية من الكنيسة المارونية في الزمن المعاصر، والمطارنة طيموثاوس إرميا مقدسي (1847 - 1929) وتوما أودو (1855 - 1918) وأوجين منا (1928) من الكنيسة الكلدانية الكاثوليكية، والمطرانان فيلكسينوس يوحنا دولباني وبولس بهنام من الكنيسة السريانية الأرثوذكسية والقسيس إسحق أرملة من الكنيسة السريانية الكاثوليكية وغيرهم.

## تأثير السريانية على اللغات واللهجات الأخرى
كانت اللغة الآرامية ومن ثم السريانية على اللغة الثقافية لمعظم أنحاء سوريا وبلاد ما بين النهرين حتى انتشار العربية منذ القرن التاسع الميلادي. وبالرغم من انحسار السريانية في مناطق محدودة ابتداءً من القرن الرابع عشر، إلا أن تأثيرها على اللغة واللهجات العربية في المشرق لا يزال ظاهراً، وهناك من الباحثين من يعتبر اللهجات الشامية خليط من السريانية (الآرامية) والعربية. ومن بعض نقاط الالتقاء بين السريانية واللهجات الشامية الشمالية:
- كسر أواخر الكلمات (بلديي بدلاً من بلدية مثلاً)
- حذف الهمزة وإضافة الواو أو الضمة بدلاً من الفتحة في أفعال الأمر (طلوب بالشامية يقابلها أطلب بالعربية الفصحى وܛܠܳܒ «طلوب» بالسريانية)
- الجمع بإضافة الياء على اواخر الكلمات. كما في لبنانيي جمع «لبناني» باللهجة اللبنانية يقابلها ܠܒܢܘܢܘܝܵܐ «لبنونويي» بالسريانية.

ساعد كون السريانية لغة طقسية للطوائف المسيحية بالشرق الأدنى على انتقال العديد من الكلمات السريانية الطقسية إلى العربية ومنها مثلاً: قربان (ܩܘܼܪܒܵܢܵܐ/ܩܽܘܪܒܳܢܳܐ، قُربانا/قُربونو، بمعنى «ذبيحة»)، نياح (ܢܝܵܚܵܐ/ܢܝܳܚܳܐ، نياخا/نيوحو، بمعنى «راحة»)، زياح (ܙܘܼܝܵܚܵܐ/ܙܽܘܝܳܚܳܐ، زُياخا/زُيوحو، بمعنى «مسيرة» أو «دفنة»).
كما أدت ترجمة السريان لكتب الفلسفة وعلوم الطبيعة من اللغة اليونانية والفارسية إلى السريانية ومن ثم العربية إلى انتقال العديد من المصطلحات من اليونانية واللاتينية إلى العربية مباشرة عن طريق السريانية ومنها على سبيل المثال: فيزياء (ܦܘܿܣܝܼܩܘܿܣ/ܦܽܘܣܺܝܩܽܘܣ، پوزيقُس/فوزيقُس) وفلسفة (ܦܝܼܠܵܣܘܿܦܝܼܵܐ/ܦܺܝܠܳܣܽܘܦܺܝܳܐ، پِلَسوپيّا/فِلَسوفيّا).
لعل إحدى النقاط الخلافية في هذا الموضوع هو التأثير على اللغة العربية المستخدمة القرآن، حيث افترض بعض علماء الساميات اقتراض الإسلام لبعض المصطلحات من السريانية، مثل: قرآن (ܩܸܪܝܵܢܵܐ/ܩܶܪܝܳܢܳܐ قِريانا/قِريونو، بمعنى «قراءة لنص إنجيلي»)، وفرقان (ܦܘܼܪܩܵܢܵܐ/ܦܽܘܪܩܳܢܳܐ پُرقانا/فُرقونو، بمعنى «خلاص»، «تحرير»). ويعتبر نولدكه ومنغنا ولكسنبرغ من أهم مناصري هذه النظرية غير أن هناك من يرفض هذه النظرية على أساس تشابه اللغات السامية وكون تلك المصطلحات قد دخلت العربية بفترة طويلة قبل مجيء الإسلام.
لم يقتصر تأثير السريانية على المشرق، بل تعداه إلى غيره من البقاع. ففي الهند أدى تنصير بعض الهنود بجنوب غرب شبه القارة الهندية إلى انتشار السريانية بينهم كلغة طقسية ما أثر بلغتهم الأم المالايامية كما انتقل تأثيرها إلى قواعد لغة التاميل بالجنوب الشرقي من البلاد.
بالإضافة إلى هذا فقد انتشرت الأبجدية السريانية في معظم أصقاع آسيا الوسطى واشتقت منها بعض الأبجديات مثل: المنغولية والصغدية والمجرية القديمة

### أمثلة
| الصيغة بالسريانية (شرقي/غربي)                                        | النطق (شرقي/غربي)                                                       | المعنى                                                                 |
| -------------------------------------------------------------------- | ----------------------------------------------------------------------- | ---------------------------------------------------------------------- |
| ܘܲܐܬܵܐ ܬܿܘܒ ܠܡܲܩܪܵܒܿܘ ܥܲܡ ܐܿܘܪܗܵܝ ܒܝܿܘܡ ܥܸܣܪܹ̈ܢ ܘܵܐܪܒܥܵܐ ܒܸܐܪܲܚ ܐܸܠܿܘܠ ܒܝܿܘܡ ܐܲܪܒܥܿܐ ܒܫܲܒܵܐ܂ | وِثا توب لمَقرَب عَم أورهَي بْيوم عِسرين وَربعا بِأرَح إيلول بيوم أربْعا بشابا.    | وقدم مجدداً ليحارب الرها في الرابع والعشرون من شهر أيلول بيوم الأربعاء. |
| ܘܶܐܬܳܐ ܬܽܘܒ ܠܡܰܩܪܳܒܽܘ ܥܰܡ ܐܽܘܪܗܳܝ ܒܝܽܘܡ ܥܶܣܪ̈ܺܢ ܘܳܐܪܒܥܳܐ ܒܻܐܪܰܚ ܐܺܠܽܘܠ ܒܝܽܘܡ ܐܰܪܒܥܽܐ ܒܫܰܒܳܐ܂ | وِآثو توب لمَقروب عَم أورهوي بْيوم عِسرين وَربعو بِأرَح إيلول بيوم أربْعو بشابو. | وقدم مجدداً ليحارب الرها في الرابع والعشرون من شهر أيلول بيوم الأربعاء. |
| ܫܲܐܸܠ ܡܸܛܼܠ ܫܸܡܥܘܼܢ ܘܸܐܬܸܐܡܲܪ ܠܸܗ: ܕܠܲܡܚܵܪ ܚܵܙܸܐ ܐܲܢ̱ܬ ܠܸܗ ܒܒܸܝܬ̣ ܨܘܵܒܵܐ܂                 | شَيل مِطول شِمعون وِتِمَر لِه دلَمحَر: حآزي ات لِه بّيث صوبا.                      | وسأل عن سمعان فقيل له: غداً تستطيع رؤيته في الجامعة.                    |
| ܫܰܐܶܠ ܡܶܛܽܠ ܫܶܡܥܽܘܢ ܘܶܐܬܶܐܡܰܪ ܠܶܗ: ܕܠܰܡܚܳܪ ܚܳܙܶܐ ܐܰܢ̱ܬ ܠܶܗ ܒܒܶܝܬ̣ ܨܳܘܒܳܐ܂                 | شَيل مِطول شِمعون وِتِمَر لِه: دلَمحور حوزي آت لِه بّيث صوبو.                     | وسأل عن سمعان فقيل له: غداً تستطيع رؤيته في الجامعة.                    |
| ܐܵܡܲܪ ܠܹܗ ܕ݁ܲܬ݂ܠܵܬ݂: ܙܲܒ݂ܢܸܝܢ ܫܹܡܥܼܘܢ، ܒ݁ܲܪ‌ܝܵܘܢܲܐ ܪܵܚܹܡ ܐܲܢ̱ܬ ܠܸܝ؟                         | آمَر لِه دَثلاث: شِمعون بَريَونا، راحِم ات لي؟                                 | وقال له للمرة الثالثة: ياسمعان بن يونا، أتحبني؟                        |
| ܐܳܡܰܪ ܠܶܗ ܕ݁ܰܬ݂ܠܳܬ݂: ܙܰܒ݂ܢܺܝܢ ܫܶܡܥܽܘܢ، ܒ݁ܰܪ‌ܝܳܘܢܰܐ ܪܳܚܶܡ ܐܰܢ̱ܬ݁ ܠܺܝ؟                         | أومَر لِه دَثلوث: شِمعون بَريونا، روحِم ات لي؟                                | وقال له للمرة الثالثة: ياسمعان بن يونا، أتحبني؟                        |
| ܐܲܝܢܵܐ ܡܸܢܟ݂ܘܼܢ ܕܹ݁ܐܝܬ݂ܲܘܗ̱ܝ ܕ݁ܠܵܐ ܚܛܵܗ ܩܲܕ݂ܡܵܝܵܐ ܢܸܫܕܸ݁ܐ ܥܠܸܝܗ ܟܹ݁ܐܦ݂ܵܐ܂                     | أَينا مِنخون دِيثَ دلا حطا قَدماما نِشدِ علي كيپا.                             | من كان منكم بلا خطيئة فليرمها أولا بحجر.                               |
| ܐܰܝܢܳܐ ܡܶܢܟ݂ܽܘܢ ܕ݁ܺܐܝܬ݂ܰܘܗ̱ܝ ܕ݁ܠܳܐ ܚܛܳܗ ܩܰܕ݂ܡܳܝܳܐ ܢܶܫܕ݁ܶܐ ܥܠܶܝܗ ܟ݁ܺܐܦ݂ܳܐ܂                     | أينو مِنخون دِيثَو دلو حطو قَدمومو نِشدِ علي كيفو.                            | من كان منكم بلا خطيئة فليرمها أولا بحجر.                               |
| ܠܡܵܐ ܐܲܢ݇ܬ ܡܸܢ ܢܝܼܢܘܹܐ؟ ܐܝܼܢ، ܐܝܼܢܵܐ ܐܶܬ݂ܝܰܠܕ݁ܶܬ݂ ܒܢܨܝܼܒ݂ܝܼܢ.                          | لما آت مِن نِنوِ؟ إين، إينا إتيلدِت بنصيبين.                                | هل أنت من الموصل؟ نعم، ولكني ولدت في نصيبين.                           |
| ܠܡܳܐ ܐܰܢ݈ܬ݁ ܡܶܢ ܢܺܝܢܘܶܐ؟ ܐܺܝܢ، ܐܺܝܢܳܐ ܐܹܬܝܵܠܕܹܬ ܒܢܨܺܝܒ݂ܺܝܢ.                          | لمو آث مِن نِنوِ؟ إين، إينو إثيلذِث بنصيبين.                                | هل أنت من الموصل؟ نعم، ولكني ولدت في نصيبين.                           |

## حواش
- 1 كانت مدن وسط العراق وخاصة تكريت مركزا هاما للسريان الأرثوذكس حتى القرن الثاني عشر عندما نزح أهلها إلى مناطق سهل نينوى وخاصة بلدتي بخديدا وبرطلة. كما أدت حملات هولاكو وتيمورلنك إلى تدمير المناطق الريفية التي تحدث بعض من سكانها المسلمين والمسيحيين الآرامية، ما أدى لهجرة هؤلاء إلى المدن وتبني اللغة العربية.
- 2 لا تزال السريانية لغة تخاطب يومية في سوريا والعراق وطور عبدين في تركيا فقط، أما سائر البلدان فهي تستخدم السريانية ولكن ليس كلغة تخاطب يومية أو أساسية لدى الغالبية.
- 3 غالبًا تكون الفروق بين اللغة العبرية واللغة العربية واللغة الآرامية هي في نطق حرفي ”س“ و ”ش“، فبلاد الشام كما تنطق في العربية الآن، تنطق في اللغة العبرية التي كتب بها العهد القديم بلاد سام وهو سام بن نوح. أحيانًا يكون الفرق بين الحرفين معكوسًا: ”شَمْعوي إشراييل“ التي يزخر بها سفر الخروج تعني في العربية: ”اسمع يا إسرائيل.“
- 4 حسب موسى بن ميمون، فإن اللغة السريانية وهي اللغة التي تكلم بها آدم، وبذلك يشابه الاعتقاد الاعتقاد الإسلامي في ذلك، حافظ عليها من بعده الأنبياء حتى إبراهيم وعندما انتقل إبراهيم إلى الخليل نقل معه اللغة، وحورها الشعب، بحكم اختلاف الظروف وطبيعة المجتمع فأصبحت العبرية. وعندما قام إبراهيم، حسب سفر التكوين بطرد زوجته هاجر ومعها ابنها إسماعيل تجاه برية فاران (التي لا يعرف على وجه الدقة مكانها اليوم، تقليديًا هي الحجاز غير أن البعض الآخر يشير إلى أنها شبه جزيرة سيناء) نقلت مع إسماعيل اللغة العبرية إلى الحجاز، غير أن أولاده وأحفاده بحكم اختلاف الظروف وطبيعة المجتمع قاموا بتحويرها فأصبحت العربية، ولا يعتبر هذا الرأي علميًا، بيد أن العلماء يقرون بتشابه اللغات الثلاث.[41]
- 5 الأبحدية السريانية الغربية هي أبجدية الرها ولا تزال مستعملة في الكنيسة السريانية الأرثوذكسية والكنيسة السريانية الكاثوليكية والكنيسة المارونية، وهي الأبجدية التي استعملها أفرام السرياني في كتابة مؤلفاته.
- 6 قال المؤرخ ديودروس الصقلي، الذي عاش في القرن الأول قبل الميلاد: «إن اختراع الكتابة يعود الفضل فيه إلى الآراميين.» موحدًا بذلك بين الفينيقيين والآراميون. وقال إقليميس الإسكندري في القرن الثاني للميلاد: «ذهب كثيرون من القدماء إلى أن الآراميين هم الذين اخترعوا الكتابة.» ويعتبر مؤيدو النظرية الأولى أن هاتان الشهادتان تبينان أن جميع الأقوام التي تعاقبت في الهلال الخصيب منذ الألف السادس قبل الميلاد هي آرامية.[48]
- 7 حل الخلاف الذي نشب إثر مجمع خلقيدونية في 12 فبراير 1988، بالتوصل إلى الصيغة التالية: «نؤمن بأن ربنا وإلهنا ومخلصنا يسوع المسيح الكلمة المتجسد، هو كامل في لاهوته وكامل في ناسوته، وجعل ناسوته واحداً مع لاهوته بغير اختلاط ولا امتزاج ولا تغيير ولا تشويش، ولاهوته لم ينفصل عن ناسوته لحظة واحدة ولا طرفة عين، وفي الوقت نفسه نحرم تعاليم كل من نسطور وأوطيخا.» وقد تم التوقيع على هذا الاتفاق في مصر، وقد أرضت الصيغة الطرفين إذ أشارت إلى الطبيعتين والوحدة بينهما، ويعزو عدد من الباحثين واللاهوتيين أحد أسباب الخلاف هو اختلاف الألفاظ وعدم الدقة في الترجمة، أيام مجمع خلقيدونية بين اللغة القبطية واللغة اليونانية واللاتينية والسريانية.
- 8 اعتنقت الكنائس الخليقدونية، الصيغة المونوثيلية، بين عامي 629 و685، حيث قام مجمع منعقد في القسطنطينية بإدانتها وتثبيت صيغة «الطبيعتين والمشيئتين المتحدتين في ذات الأقنوم»، غير أن المونوثيلية ظلت في سوريا بين كنائسها الخليقدونية ردحًا من الزمن، بسبب انقطاع الصلة والإمبراطورية البيزنطية بنتيجة دخول البلاد في الحكم الأموي.
- 9 توجد أقلية تستعمل السريانية الغربية في القرى الواقعة على سفوح جبل الألفاف بالقرب من دير مار متي.
- 10 وقعت هذه المناطق تحت السيطرة التركية بموجب معاهدة سيفر بين تركيا وفرنسا التي كانت منتدبة آنذاك على سوريا عام 1920، وقد قطعت فرنسا منطقة لواء اسكندرون وعاصمتها أنطاكية عام 1939 وقدمتها لتركيا أيضًا، كجائزة طردية قبيل الحرب العالمية الثانية.

## وصلات خارجية
- قاموس بأربع لغات: سريانية، عربية سويدية، وإنكليزية.
- قاموس سرياني - عربي/ عربي - سرياني.
- قاموس سرياني-فرنسي-إنكليزي.